# PJ Masks
PJ Masks (conocida como: PJ Masks: Héroes en pijamas en Latinoamérica) es una serie de televisión de dibujos animados británico-francesa producido por Entertainment One, Frog Box. Se estrenó en Disney Channel en Estados Unidos el 18 de septiembre de 2015. En Latinoamérica, el 26 de septiembre de 2016 y en España, el 11 de enero en Playhouse Disney y Clan RTVE y el 18 de abril en Disney Channel. La segunda temporada se estrenó el 15 de enero de 2018 en Estados Unidos. El 7 de mayo en Latinoamérica y el 28 de marzo en España. La tercera temporada se estrenó el 19 de abril de 2019 en Estados Unidos, El 8 de septiembre en Latinoamérica y el 2 de septiembre en España. La cuarta temporada estaba programada para estrenarse en Estados Unidos en abril de 2020 pero debido a la pandemia de COVID-19 se pospuso y se estrenó el 15 de mayo en Playhouse Disney. En Latinoamérica se estrenó el 27 de febrero de 2021 y en España, el 17 de octubre de 2020. La quinta temporada se estrenó el 13 de agosto de 2021 en Estados Unidos, en Latinoamérica, el 8 de junio de 2022 en Disney+ y el 4 de julio en Playhouse Disney y en España, el 16 de octubre de 2021.
Desde la sexta temporada, la serie pasó a llamarse PJ Masks: Power Heroes y se estrenó el 19 de abril de 2023 en Estados Unidos, liberando los primeros siete episodios en Disney+. Se estrenó  el 24 de abril en Latinoamérica y el 28 de abril en España.

## Argumento
La serie gira en torno a tres niños de 6 años de edad, Connor, Amaya y Greg, que llevan vidas relativamente normales durante el día, donde son vecinos, compañeros de clase y amigos. Sin embargo, por la noche, se convierten en Gatuno/Catboy, Buhita/Ululette y Gecko, y luchan contra el crimen como los PJ Masks, equipo de superhéroes. En conjunto, se van de aventuras, derrotan villanos (Luna, Romeo, Ninja nocturno, Lobeznos, etc.), resuelven misterios y aprenden valiosas lecciones.

## Desarrollo de producción
El 29 de marzo del 2007, Éditions Gallimard publica los libros Les Pyjamasques et le Grogarou y Les Pyjamasques au zoo, escritos por el francés Romuald Racioppo, dando origen así a la serie de libros Les Pyjamasques. 
En 2011, Olivier Dumont solicita los derechos de televisión de Romuald; la serie de libros Les Pyjamasques, para sus coproductores: FrogBox.
La idea se lanzó por primera vez a Disney Francia como parte de una solicitud de propuestas emitida por la emisora, dice Dumont. Luego se trasladó a la oficina de Disney EMEA en Londres, que se unió como coproductora, junto con France Télévisions.
Dumont dice que el desarrollo tomó algo de tiempo y que la traducción de libros a series de televisión fue más complicada de lo previsto. Por un lado, la serie de libros tiene lugar únicamente durante las horas nocturnas, lo que no necesariamente funcionaría para la televisión. Se tuvo que crear todo el aspecto diurno y la doble vida de los personajes principales de superhéroes de la serie de televisión. Siempre había sido la intención de Dumont crear una serie global con PJ Masks.
«Nos aseguramos de que fuera universal con fuertes ganchos de historia y visuales, y que pudiera llevar un programa de licencias», dijo.
Con el acuerdo de Disney vigente, los productos de consumo son la próxima parada para eOne, que controla la distribución global y las licencias de la propiedad. Pero en lugar de apresurarse al mercado, eOne tiene la intención de comenzar a lanzarlo ampliamente a la comunidad de licencias en Licensing Show el próximo año después de que el equipo de Dumont haya vendido la serie en más hogares terrestres.
Desde el estreno de PJ Masks, Romuald sigue escribiendo para la serie de libros, sin embargo, los posteriores son reconocidos como Universo de Reinicio Suave, mientras que los primeros libros son llamados Universo Original.

## Personajes

### PJ Masks
- Connor/Catboy (Gatuno en España) Es el líder de los PJ Masks, usando traje de gato y teniendo poderes felinos como súper velocidad, oído felino y super salto felino. En el capítulo "PJ Power Up" obtiene el poder de "Súper rayas de gato", y en la quinta temporada el primer capítulo llamado "Más poderes ninja", obtiene súper bolas de pelos.
- Amaya/Owlette (Ululette en Latinoamérica y Buhíta en España) Es una niña que usa traje de búho y tiene poderes de búho, como alas de búho, súper torbellino y vista de búho. En el capítulo "PJ Power Up" obtiene el poder de "Súper plumas de búho", y en el primer capítulo de la quinta temporada llamado "Más poderes ninja", obtiene super nido de plumas de búho.
- Greg/Gekko (escrito Gecko en Latinoamérica) Es un niño que usa traje de camaleón - lagarto y que tiene poderes como super fuerza, súper camuflaje y super agarre. En el capítulo "PJ Power Up" obtiene el poder de "Súper Escudos de Gecko", y en primer capítulo de la quinta temporada llamado "Más poderes ninja", obtiene super cola de gekko.

Además en el capítulo "Lionel-Saurus" revela que puede levantar hasta 2 toneladas con su súper fuerza.
- PJ Robot (Robot en pijama en Latinoamérica y El robot PJ Mask en España) Es un robot construido por Romeo, pero los PJ Masks se quedan con el. Él se queda en el cuartel para ayudarlos.

### Villanos
- Romeo es un científico loco malvado que tiene un robot como asistente y se desplaza por medio de su laboratorio móvil. En cada episodio presenta un invento diferente para hacer el mal. Su primera aparición fue en el capítulo "Blain it on the Train, Owlette". En el episodio "Gekko and Opposite Ray", gracias a su propio invento, accidentalmente se convierte en su alter ego heroico, "Captain Smarty Pants".
- Night Ninja (Ninja Nocturno en Latinoamérica y España) Es, tal como su nombre lo dice, un ninja extremadamente hábil que solo sale por la noche. Tiene un grupo de esbirros igualitos a él llamados Ninjalinos. Su primera aparición fue en el capítulo "Gekko and the Super Ninjalinos"

Los Ninjalinos son los ayudantes del Ninja Nocturno. También son ninjas altamente hábiles y entrenados para luchar y seguir las órdenes del Ninja Nocturno. Sin embargo, no son totalmente eficientes y usualmente son menospreciados por su líder. En el episodio "Not So Ninja" Ninja Nocturno es capaz de quitarle los poderes a sus propios Ninjalinos para su beneficio personal.
- Luna Girl (Luna en Latinoamérica y Lunática en España) - Es una de las mayores enemigas de los PJ Masks, sin embargo, los ha ayudado en varias ocasiones, aunque siempre rechazando su propuesta de unirse al equipo definitivamente. Usualmente los PJ Masks se enfrentan a ella por haber robado algo. Lo que nunca le debe faltar es su tabla voladora (llamada "Tabla Lunar") y un imán que puede trasladar cosas, (llamado "Imán Lunar"). Tiene una natural obsesión por la luna. Su primera aparición fue en el capítulo "Catboy's Cloudy Crisis".

Moths (Polillas) son las asistentes de Luna cuando ella hace sus fechorías.
- Motsuki (Polisuki en Latinoamérica y Polilluki en España) Ella es una alienígena de la polilla bebé y la hermana pequeña de Luna Girl. Ella apareció por primera vez en "Moon Madness", como una de las muchas polillas de Luna Girl. Después de ayudar a Luna Girl a robar el Cristal de Luna de la sede de PJ Masks, Luna Girl decidió promocionarla a su nuevo secuaz, y usó el cristal para darle un nombre, una nueva apariencia y algunos poderes. Luego, en "Moth on the Moon", Motsuki decidió ir a la Luna para convertirse en la nueva hermana de Luna formando un extraño Cristal de Luna en una cueva para hibernar, alimentada por energía negativa, para incubarla en una polilla humanoide.
- The Wolfy Kids (Los Lobeznos en Latinoamérica y Los Niños Lobunos en España) Son 3 niños lobos que siempre discuten, pero al hacer el mal se unen. Tienen un súper aullido capaz de hacer volar todo. En el capítulo "The Good Wolfy" se ve que son una familia unida como cualquier otra.
- Octobella (Pulpibella en España) Es una niña pulpo-humanoide que vive en el foso y se alimenta del poder de cristales submarinos que ella misma recolecta y protege que considera trofeos, los cuales le gusta alardear a los PJ Masks. Su primera aparición fue en el episodio "Gekko Everywhere" como un cameo, mostrando solo una de sus aletas. En el episodio "Octobella" finalmente se mostró por completo.
- Percival es un camarón pequeño, es el compañero de fechorías de Octobella y vive en el foso con ella. Suele ser molestado por Octobella, al igual que Luna con sus polillas y Ninja Nocturno con sus Ninjalinos. Apareció por primera vez en el episodio "Octobella".

- Orticia una niña planta que cuida su planty en Orticia blooms

Apareció en el episodio Orticia blooms.
- Pirate Robot (Robot Pirata en España) es un pirata apareció en el episodio Pirate Robot.

### Personajes recurrentes
- Cameron es un niño de la misma clase que los PJ Masks cuando asisten a la escuela durante el día como civiles. Una vez Amaya tuvo miedo de él con un recorte de T-Rex de la misma manera que Connor lo hizo antes en "Owlette's Terrible Pterodactyl Trouble", pero Connor aprendió su lección y le dice a Cameron que no lo haga.
- El maestro es un hombre adulto sin nombre que enseña a la clase de Connor, Amaya y Greg. Cuando las cosas desaparecen, piensa que es extraño. El único capítulo donde tuvo un papel protagónico, fue en el capítulo "Teacher Goes Ninja" cuando es hipnotizado por Ninja Nocturno para que crea que es un ninja de verdad.
- Jayden Houston es un cantante popular que es conocido por su micrófono dorado. Su micrófono fue robado por Luna en "Catboy's Tricky Ticket", pero fue recuperado por los PJ Masks.
- Master Fang (El Maestro Fang) es el protagonista de su propio cómic y series de televisión. Él es en gran medida considerado por Connor y Greg, pero Amaya no parece preocuparse mucho por él. Él es conocido por su espada de la firma que fue robada por  Ninja Nocturno en "Catboy y la espada de maestro Fang".
- Kick McGee es el compañero invisible de maestro Fang. Su persona es utilizada a menudo por Gecko durante misiones.
- Flossy Flash (Flora Flash o Super Flash en Latinoamérica) es una súper heroína de cómics que es considerada por Ululette (desde el capítulo "Owlette and the Flash Flip Trip") y Armadylan (desde el capítulo "Armadylan Menace"). Ululette la prefiere sobre el Maestro Fang y Kick McGee que son favorecidos por Catboy y Gekko.
- El anunciador es una voz masculina que se escucha en cada episodio. Nunca se le ve, pero es conocido por decir su secuencia de introducción de la firma.
- Armadylan es un niño que usa disfraz de armadillo y aparece por primera vez en "Meet Armadylan" que también posee superpoderes y se enoja con facilidad. El siempre insiste que es un héroe, pero no siempre lo demuestra. A pesar de todo, es muy querido por los PJ Masks, especialmente por Gecko.
- An Yu, también conocida como La Dragona, es la protectora de la Montaña Misteriosa, es un alma antigua; mitad niña, mitad dragón, liberada después de estar atrapada dentro del Gong del Dragón durante 1000 años, su primera aparición fue en el episodio "The Dragon Gong" en su forma de dragón, luego, en el episodio "Meet An Yu" finalmente es liberada y recupera su forma humana.
- Newton/Newton Star es un niño que apareció por primera vez en el episodio "Asteroid Accident", al igual que los PJ Masks, es un niño de día y un héroe de noche. Durante la noche se dedica a ir al espacio e investigar todo tipo de asteroides y explorar los secretos del universo, y durante el día, estudia todo lo que vio durante la noche en la biblioteca y así confirmar sus teorías. El suele ayudar a los PJ Masks en las misiones espaciales.
- Ice Cube/Iván es un niño que apareció por primera vez en el episodio "heroes everywhere" Obtuvo sus poderes por el asteroide de la maldad (actualmente sus poderes, están conectados con un cristal de hielo que se encuentra en el mundo de hielo). Al igual que los PJ Masks, es un niño de día y un héroe de noche. Durante el día, el es un niño que tiene discapacidad para caminar, por lo cual, usa silla de ruedas y a veces muletas, pero por la noche tiene poderes de oso Polar, usa sus manos como impulso para avanzar sobre su snowboard, también tiene poderes de hielo y es sensible al calor. Descongela a sus amigos con abrazos.
- Bastet aperecio en el capítulo cosas de gato de sexta temporada sus poderes son gracias a su disco solar que tiene poderes del sol.
- Lilyfay una hada espacial que tiene poderes por las estrellas como por ejemplo luz de las estrellas.

### Vehículos
- Cat-Car (Gatomóvil en Latinoamérica y Gat-auto en España) Es el súpervehículo de Catboy. Es el más rápido de los 3 súpervehículos, tiene los mismos poderes de Catboy excluyendo el oído felino, ya que al vehículo tiene súpervelocidad y catapulta, haciendo referencia al salto felino de Catboy.
- Owl Glider (Búho deslizador en Latinoamérica y Buhodelta en España) Es el súpervehículo de Ululette. De los 3 súpervehículos, este es el único que puede volar y tiene los mismos poderes de Ululette excluyendo la vista de búho, ya que el vehículo tiene súper torbellino y la función de volar.
- Gekko-Mobile (Gecko-móvil en Latinoamérica y Gekkomóvil en España) Es el súpervehículo de Gecko. De los 3 súpervehículos es el único que puede trepar por las paredes y hacerse invisible al igual que Gecko. La única funcionalidad que no tiene es la súperfuerza de Gecko.

## Reparto
| Personaje                                                          | Actor de voz (Canadá)                                 | Actor de doblaje (Latinoamérica) | Actor de doblaje (España) | Temporadas      |
| ------------------------------------------------------------------ | ----------------------------------------------------- | -------------------------------- | ------------------------- | --------------- |
| Connor/Catboy/Gatuno                                               | Jacob Ewaniuk                                         | Francisco Vargas                 | Ana San Millán            | 1ª              |
| Connor/Catboy/Gatuno                                               | Jacob Usormarzo                                       | Francisco Vargas                 | Ana San Millán            | 2ª              |
| Connor/Catboy/Gatuno                                               | Roman Lutterotti                                      | Francisco Vargas                 | Ana San Millán            | 3ª-4ª           |
| Connor/Catboy/Gatuno                                               | Evan O'Donell                                         | Leo Novoa                        | Ana San Millán            | 5ª-             |
| Connor/Catboy/Gatuno                                               | Kai Harris                                            | Leo Novoa                        | Ana San Millán            | 6ª-             |
| Amaya/Owlette/Buhita                                               | Addison Holley                                        | Pamela Mendoza                   | Ainhoa Martín             | 1ª-             |
| Greg/Gekko                                                         | Kyle Harrison Breitkopf                               | Oliver Díaz                      | Mayte Mira                | 1ª-4ª           |
| Greg/Gekko                                                         | Benjamin Hum Rain Janjua                              | Oliver Díaz                      | Mayte Mira                | 4ª              |
| Greg/Gekko                                                         | Benjamin Hum Rain Janjua                              | Alan Moo                         | Mayte Mira                | 4ª              |
| Greg/Gekko                                                         | Rain Janjua                                           | 5ª-                              | Mayte Mira                |                 |
| Romeo                                                              | Alex Thorne Carter Thorne Simon Pirso Callum Shoniker | Santiago Toledo                  | Ana Campo                 | 1ª-3ª           |
| Romeo                                                              | Alex Thorne Carter Thorne Simon Pirso Callum Shoniker | Agustín López                    | Ana Campo                 | 4ª-             |
| Romeo                                                              | Alex Thorne Carter Thorne Simon Pirso Callum Shoniker | Evan Ortega                      | Ana Campo                 | 5.-             |
| Luna Girl                                                          | Brianna D'Aguanno                                     | Catalina Merlach                 | Ana Orra                  | 1ª-             |
| Luna Girl                                                          | Brianna D'Aguanno                                     | Isa Jiménez                      | Ana Orra                  | 5.-             |
| Ninja Nocturno                                                     | Trek Buccino Jacob Soley                              | Abdeel Silva Mateo Suarez        | Chelo Vivares             | 1ª 5.-          |
| Ninja Nocturno                                                     | Devan Cohen                                           | Abdeel Silva Mateo Suarez        | Chelo Vivares             | 2ª-3.ª (ep. 17) |
| Ninja Nocturno                                                     | Devan Cohen                                           | Abdeel Silva Mateo Suarez        | Chelo Vivares             | 3.ª (ep. 18)-   |
| Cameron                                                            | Tristan Samuel                                        | José Juan Hernandez              | Sara Vivas                | 1ª              |
| Cameron                                                            | Jonah Winerberg                                       | José Juan Hernandez              | Sara Vivas                | 2ª              |
| Cameron                                                            | Tyler Nathan                                          | José Juan Hernandez              | Sara Vivas                | 3ª-4ª           |
| Cameron                                                            | Luxton Handspiker                                     | José Juan Hernandez              | Sara Vivas                | 5ª-             |
| Maestro                                                            | Ron Pardo                                             | Nando Fortanell                  | ¿?                        | 1ª-             |
| Robot                                                              | Ron Pardo                                             | César Escalante                  | Fernando Cabrera          | 1ª-             |
| PJ Robot                                                           | Juan Luis Bonilla                                     | Gerardo Alonso                   | Juan Luis Bonilla         | 2ª-             |
| Howler                                                             | Kaden Stephen                                         | Max Durán                        | por confirmar             | 2ª-             |
| Howler                                                             | Kaden Stephen                                         | Álvaro Salarich                  | por confirmar             | 2ª-             |
| Rip                                                                | Shechinah Mpulwana                                    | Ivanna Corona                    | por confirmar             | 2ª-             |
| Rip                                                                | Shechinah Mpulwana                                    | Melissa Gutiérrez                | por confirmar             | 2ª-             |
| Rip                                                                | Shazdeh Kapadia                                       |                                  | por confirmar             | 2ª-             |
| Kevin                                                              | Ethan Puggioto                                        | Jared Mendoza                    | por confirmar             | 2ª-             |
| Armadylan                                                          | Max Calinescu                                         | Josepa Hernández Moyano          | Blanca Rada Nuñez         | 2ª              |
| Armadylan                                                          | Cristian Perri                                        | José Juan Hernandez              | Blanca Rada Nuñez         | 3ª-             |
| Theo / Newton Star                                                 | Shomoy James Mitchell                                 | Sebastián García                 | por confirmar             | 4ª-             |
| Theo / Newton Star                                                 | Shomoy James Mitchell                                 | Danny Boy                        | por confirmar             | 5.-             |
| Munki-Gu                                                           | Matthew Mucci                                         | Sebastián Albavera               | por confirmar             | 4ª-             |
| Pharaoh Boy                                                        | Logan Nicholson                                       | por confirmar                    | por confirmar             | 4ª-             |
| Percival                                                           | Daniel Pathan                                         | Regina Carrillo                  | por confirmar             | 4ª-             |
| Octobella                                                          | Michela Luci                                          | Constanza Ostos                  | por confirmar             | 4ª-             |
| An Yu                                                              | Kari Wong                                             | Constanza García                 | por confirmar             | 3ª-             |
| Motsuki                                                            | Hattie Kragten                                        | Erika Langarica                  | por confirmar             | 3ª-             |
| Estudio de doblaje                                                 | N/D                                                   | Grande Studios                   | SDI Media España          | 1ª-3ª           |
| Estudio de doblaje                                                 | N/D                                                   | Non Stop Digital                 | SDI Media España          | 1ª-3ª           |
| Dirección de doblaje                                               | N/D                                                   | Diana Santos                     | Mayte Tajadura            | 1ª- 2ª          |
| Dirección de doblaje                                               | N/D                                                   | Monserrat Mendoza                | Mayte Tajadura            | 3ª-             |
| Dirección de doblaje                                               | N/D                                                   | Luis Otero (diálogos de Luna)    | Mayte Tajadura            | 1ª              |
| Traducción y adaptación                                            | N/D                                                   | Carolina Fierro                  | Carolina Sastre           | 1ª              |
| Adaptación musical                                                 | N/D                                                   | Gerardo Australia                | ¿?                        | 1ª              |
| Dirección musical                                                  | N/D                                                   | Jack Jackson                     | ¿?                        | 1ª              |
| Director creativo                                                  | N/D                                                   | Raúl Aldana                      | ¿?                        | 1ª              |
| Director creativo                                                  | N/D                                                   | Berenice Esquivel                | ¿?                        | 2ª              |
| Doblaje distribuido por Disney Character Voices International Inc. |                                                       |                                  |                           |                 |

## Episodios
| Temporada | Temporada              | Episodios | Estados Unidos           | Estados Unidos          | Latinoamérica            | Latinoamérica           | España                  | España                 |
| Temporada | Temporada              | Episodios | Comienzo                 | Final                   | Comienzo                 | Final                   | Comienzo                | Final                  |
| --------- | ---------------------- | --------- | ------------------------ | ----------------------- | ------------------------ | ----------------------- | ----------------------- | ---------------------- |
|           | 1                      | 26        | 18 de septiembre de 2015 | 17 de febrero de 2017   | 26 de septiembre de 2016 | 14 de abril de 2017     | 11 de enero de 2016     | 14 de julio de 2017    |
|           | 2                      | 26        | 15 de enero de 2018      | 22 de marzo de 2019     | 7 de mayo de 2018        | 21 de junio de 2019     | 28 de marzo de 2018     | 25 de abril de 2019    |
|           | 3                      | 26        | 19 de abril de 2019      | 13 de marzo de 2020     | 8 de septiembre de 2019  | 5 de diciembre de 2020  | 2 de septiembre de 2019 | 8 de julio de 2020     |
|           | 4                      | 25        | 15 de mayo de 2020       | 7 de junio de 2021      | 27 de febrero de 2021    | 14 de diciembre de 2021 | 17 de octubre de 2020   | 17 de junio de 2021    |
|           | 5                      | 26        | 13 de agosto de 2021     | 18 de noviembre de 2022 | 8 de junio de 2022       | 7 de diciembre de 2022  | 16 de octubre de 2021   | 2 de diciembre de 2022 |
|           | PJ Masks: Power Heroes | 23        | 19 de abril de 2023      | 15 de abril de 2024     | 24 de abril de 2023      | 25 de enero de 2024     | 28 de abril de 2023     | TBA                    |

### Primera temporada (2015-2017)
| Episodio | Título | Estreno en Estados Unidos | Estreno en Latinoamérica                               | Estreno en España        | Nº(Producción) |
| -------- | --- | ------------------------- | ------------------------------------------------------ | ------------------------ | -------------- |
| 1a (1)   | Culpa al tren, Ululette (LA) Échale la culpa al tren, Buhíta (ES) Blame It on the Train, Owlette                                                         | 18 de septiembre de 2015  | 26 de septiembre de 2016 (DJ) 7 de enero de 2017 (DC)  | 11 de enero de 2016      | 101            |
| 1b (2)   | La crisis nebulosa de Catboy (LA) Llueve sobre Gatuno (ES) Catboy's Cloudy Crisis                                                                        | 18 de septiembre de 2015  | 26 de septiembre de 2016 (DJ) 7 de enero de 2017 (DC)  | 12 de enero de 2016      | 102            |
| 2a (3)   | Ululette y el salto de flash (LA) Buhíta y la supervoltereta fallida (ES) Owlette and the Flash Flip Trip                                                | 18 de septiembre de 2015  | 27 de septiembre de 2016 (DJ) 8 de enero de 2017 (DC)  | 13 de enero de 2016      | 103            |
| 2b (4)   | Catboy y el salto-excavador (LA) Gatuno y el puño-saltador (ES) Catboy and the Pogo-Dozer                                                                | 18 de septiembre de 2015  | 27 de septiembre de 2016 (DJ) 8 de enero de 2017 (DC)  | 14 de enero de 2016      | 104            |
| 3a (5)   | Gecko y los súper Ninjalinos (LA) Gekko y los superninjalinos (ES) Gekko and the Super Ninjalinos                                                        | 25 de septiembre de 2015  | 28 de septiembre de 2016 (DJ) 14 de enero de 2017 (DC) | 15 de enero de 2016      | 105            |
| 3b (6)   | El problema de Ululette con el pterodáctilo (LA) Buhíta y el terrible problema con el pterodáctilo (ES) Owlette's Terrible Pterodactyl Trouble           | 25 de septiembre de 2015  | 28 de septiembre de 2016 (DJ) 14 de enero de 2017 (DC) | 18 de enero de 2016      | 106            |
| 4a (7)   | Catboy y el rayo reductor (LA) Gatuno y la encogedora (ES) Catboy and the Shrinker                                                                       | 2 de octubre de 2015      | 29 de septiembre de 2016 (DJ) 15 de enero de 2017 (DC) | 19 de enero de 2016      | 107            |
| 4b (8)   | Ululette y el balón lunar (LA) Buhíta y el balón lunar (ES) Owlette and the Moon-Ball                                                                    | 2 de octubre de 2015      | 29 de septiembre de 2016 (DJ) 15 de enero de 2017 (DC) | 20 de enero de 2016      | 108            |
| 5a (9)   | Catboy y la brigada mariposa (LA) Gatuno y el comando mariposa (ES) Catboy and the Butterfly Brigade                                                     | 9 de octubre de 2015      | 30 de septiembre de 2016 (DJ) 21 de enero de 2017 (DC) | 21 de enero de 2016      | 109            |
| 5b (10)  | Ululette es la ganadora (LA) Buhíta la ganadora (ES) Owlette the Winner                                                                                  | 9 de octubre de 2015      | 30 de septiembre de 2016 (DJ) 21 de enero de 2017 (DC) | 22 de enero de 2016      | 110            |
| 6a (11)  | ¡HABLA, Gecko! (LA) Habla más alto, Gekko (ES) Speak UP, Gekko!                                                                                          | 16 de octubre de 2015     | 3 de octubre de 2016 (DJ) 22 de enero de 2017 (DC)     | 25 de enero de 2016      | 111            |
| 6b (12)  | Catboy y la espada del maestro Fang (LA) Gatuno y la espada del maestro Fang (ES) Catboy and Master Fang's Sword                                         | 16 de octubre de 2015     | 3 de octubre de 2016 (DJ) 22 de enero de 2017 (DC)     | 26 de enero de 2016      | 112            |
| 7a (13)  | Catboy contra Robogato (LA) Gatuno contra Rob-gato (ES) Catboy VS. Robo-Cat                                                                              | 23 de octubre de 2015     | 4 de octubre de 2016 (DJ) 28 de enero de 2017 (DC)     | 27 de enero de 2016      | 113            |
| 7b (14)  | Ululette y el búho de la generosidad (LA) Buhíta y el búho para regalar (ES) Owlette and the Giving Owl                                                  | 23 de octubre de 2015     | 4 de octubre de 2016 (DJ) 28 de enero de 2017 (DC)     | 28 de enero de 2016      | 114            |
| 8a (15)  | Catboy y el gran rescate del pastel de cumpleaños (LA) Gatuno y el gran rescate de la tarta de cumpleaños (ES) Catboy and the Great Birthday Cake Rescue | 30 de octubre de 2015     | 5 de octubre de 2016 (DJ) 29 de enero de 2017 (DC)     | 29 de enero de 2016      | 115            |
| 8b (16)  | Gecko y el ronca-saurio (LA) Gekko y el roncasaurio (ES) Gekko and the Snore-A-Saurus                                                                    | 30 de octubre de 2015     | 5 de octubre de 2016 (DJ) 29 de enero de 2017 (DC)     | 1 de febrero de 2016     | 116            |
| 9a (17)  | Cuidando a Gecko (LA) Cuidando de Gekko (ES) Looking After Gekko                                                                                         | 6 de noviembre de 2015    | 6 de octubre de 2016 (DJ) 4 de febrero de 2017 (DC)    | 2 de febrero de 2016     | 117            |
| 9b (18)  | Catboy y el pequeño ninjalino (LA) Gatuno y el minúsculo ninjalino (ES) Catboy and the Teeny Weeny Ninjalino                                             | 6 de noviembre de 2015    | 6 de octubre de 2016 (DJ) 4 de febrero de 2017 (DC)    | 3 de febrero de 2016     | 118            |
| 10a (19) | La entrada extra de Catboy (LA) La entrada con trampa de Gatuno (ES) Catboy's Tricky Ticket                                                              | 13 de noviembre de 2015   | 7 de octubre de 2016 (DJ) 5 de febrero de 2017 (DC)    | 4 de febrero de 2016     | 119            |
| 10b (20) | Gecko y el Geckomóvil extraviado (LA) Gekko y el Gekkomóvil desaparecido (ES) Gekko and the Missing Gekko-Mobile                                         | 13 de noviembre de 2015   | 7 de octubre de 2016 (DJ) 5 de febrero de 2017 (DC)    | 5 de febrero de 2016     | 120            |
| 11a (21) | El fiasco volador de Catboy (LA) El fracaso aéreo de Gatuno (ES) Catboy's Flying Fiasco                                                                  | 20 de noviembre de 2015   | 10 de octubre de 2016 (DJ) 11 de febrero de 2017 (DC)  | 8 de febrero de 2016     | 121            |
| 11b (22) | Los estornudos de Gecko (LA) El resfriado de quedarse en casa de Gekko (ES) Gekko's Stay-at-Home Sneezes                                                 | 20 de noviembre de 2015   | 10 de octubre de 2016 (DJ) 11 de febrero de 2017 (DC)  | 9 de febrero de 2016     | 122            |
| 12a (23) | Gecko y el problema lunar Gekko salva la Navidad (ES) Gekko Saves Christmas                                                                              | 4 de diciembre de 2015    | 8 de diciembre de 2016 (DJ) 2017 (DC)                  | 3 de diciembre de 2016   | 123            |
| 12b (24) | La Torpeza de Catboy (LA) El plan helado de Gekko (ES) Gekko's Nice Ice Plan                                                                             | 4 de diciembre de 2015    | 8 de diciembre de 2016 (DJ) 2017 (DC)                  | 3 de diciembre de 2016   | 124            |
| 13a (25) | Geckko salva las Fiestas (LA) Gekko y el problema de la poderosa luna (ES) Gekko and the Mighty Moon Problem                                             | 11 de diciembre de 2015   | 11 de octubre de 2016 (DJ) 12 de febrero de 2017 (DC)  | 10 de febrero de 2016    | 125            |
| 13b (26) | El plan Helado de Gecko (LA) Gatuno el torpe (ES) Clumsy Catboy                                                                                          | 11 de diciembre de 2015   | 11 de octubre de 2016 (DJ) 12 de febrero de 2017 (DC)  | 11 de febrero de 2016    | 126            |
| 14a (27) | El alborotado robot de Catboy y Gecko (LA) El enredo robótico de Gatuno y Gekko (ES) Catboy and Gekko's Robot Rampage                                    | 22 de enero de 2016       | 12 de octubre de 2016 (DJ) 18 de febrero de 2017 (DC)  | 12 de febrero de 2016    | 127            |
| 14b (28) | La amiga emplumada de Ululette (LA) La amiga emplumada de Buhíta (ES) Owlette's Feathered Friend                                                         | 22 de enero de 2016       | 12 de octubre de 2016 (DJ) 18 de febrero de 2017 (DC)  | 15 de febrero de 2016    | 128            |
| 15a (29) | Ululette y la pelea de los cuarteles (LA) Buhíta y la base peleona (ES) Owlette and the Battling Headquarters                                            | 29 de enero de 2016       | 13 de octubre de 2016 (DJ) 19 de febrero de 2017 (DC)  | 21 de marzo de 2016      | 129            |
| 15b (30) | Gecko y el caos en el museo (LA) Gekko y el caos en el museo (ES) Gekko and the Mayhem at the Museum                                                     | 29 de enero de 2016       | 13 de octubre de 2016 (DJ) 19 de febrero de 2017 (DC)  | 22 de marzo de 2016      | 130            |
| 16a (31) | Catboy toma el control (LA) Gatuno se pone al mando (ES) Catboy Takes Control                                                                            | 5 de febrero de 2016      | 14 de octubre de 2016 (DJ) 25 de febrero de 2017 (DC)  | 23 de marzo de 2016      | 131            |
| 16b (32) | Los errores de Ululette (LA) Los dos errores de Buhíta (ES) Owlette's Two Wrongs                                                                         | 5 de febrero de 2016      | 14 de octubre de 2016 (DJ) 25 de febrero de 2017 (DC)  | 24 de marzo de 2016      | 132            |
| 17a (33) | Gecko flota (LA) Gekko en el aire (ES) Gekko Floats | 12 de febrero de 2016     | 9 de enero de 2017 (DJ) 26 de febrero de 2017 (DC)     | 3 de febrero de 2017     | 133            |
| 17b (34) | La bicicleta maravilla de Connor (LA) La maravilla de dos ruedas de Gatuno (ES) Catboy's Two-Wheeled Wonder                                              | 12 de febrero de 2016     | 9 de enero de 2017 (DJ) 26 de febrero de 2017 (DC)     | 3 de febrero de 2017     | 134            |
| 18a (35) | El gran concierto de Catboy (LA) La gran actuación de Gatuno (ES) Catboy's Great Gig                                                                     | 18 de marzo de 2016       | 10 de enero de 2017 (DJ) 4 de marzo de 2017 (DC)       | 6 de febrero de 2017     | 135            |
| 18b (36) | La nueva maniobra de Ululette (LA) La nueva pirueta de Buhíta (ES) Owlette's New Move                                                                    | 18 de marzo de 2016       | 10 de enero de 2017 (DJ) 4 de marzo de 2017 (DC)       | 6 de febrero de 2017     | 136            |
| 19a (37) | Ululette supersónica (LA) Buhíta supersónica (ES) Supersonic Owlette                                                                                     | 1 de abril de 2016        | 11 de enero de 2017 (DJ) 5 de marzo de 2017 (DC)       | 15 de febrero de 2017    | 137            |
| 19b (38) | Catboy y la resortera de manchas pegajosas (LA) Gatuno y el tirachinas de pegotes pegajosos (ES) Catboy and the Sticky Splat Slingshot                   | 1 de abril de 2016        | 11 de enero de 2017 (DJ) 5 de marzo de 2017 (DC)       | 15 de febrero de 2017    | 138            |
| 20a (39) | Ululette es única (LA) Buhíta es única (ES) Owlette of a Kind                                                                                            | 22 de abril de 2016       | 12 de enero de 2017 (DJ) 11 de marzo de 2017 (DC)      | 22 de marzo de 2017      | 139            |
| 20b (40) | Toca el tambor, Catboy (LA) Dale al tambor, Gatuno (ES) Beat the Drum, Catboy                                                                            | 22 de abril de 2016       | 12 de enero de 2017 (DJ) 11 de marzo de 2017 (DC)      | 22 de marzo de 2017      | 140            |
| 21a (41) | Catboy al cuadrado (LA) Gatuno al cuadrado (ES) Catboy Squared                                                                                           | 24 de junio de 2016       | 13 de enero de 2017 (DJ) 12 de marzo de 2017 (DC)      | 7 de marzo de 2017       | 141            |
| 21b (42) | Gecko y el super instinto de Gecko (LA) El supersentido de Gekko (ES) Gekko's Super Gekko Sense                                                          | 24 de junio de 2016       | 13 de enero de 2017 (DJ) 12 de marzo de 2017 (DC)      | 7 de marzo de 2017       | 142            |
| 22a (43) | Ululette y los Ululetinos (LA) Buhíta y los Buhitinos (ES) Owlette and the Owletteenies                                                                  | 15 de julio de 2016       | 10 de abril de 2017 (DJ)                               | 30 de abril de 2017 (DC) | 143            |
| 22b (44) | Gecko no tiene la culpa (LA) Gekko el echa culpas (ES) Gekko's Blame Campaign                                                                            | 15 de julio de 2016       | 10 de abril de 2017 (DJ)                               | 30 de abril de 2017 (DC) | 144            |
| 23a (45) | Ululette y la flor lunar (LA) Buhíta y la giraluna (ES) Owlette and the Moonflower                                                                       | 19 de agosto de 2016      | 11 de abril de 2017 (DJ)                               | 1 de mayo de 2017 (DC)   | 145            |
| 23b (46) | Gecko en cámara lenta (LA) Gekko el rezagado (ES) Slowpoke Gekko                                                                                         | 19 de agosto de 2016      | 11 de abril de 2017 (DJ)                               | 1 de mayo de 2017 (DC)   | 146            |
| 24a (47) | Catboy y el domo lunar (LA) Gatuno y la Cúpula Lunar (ES) Catboy and the Lunar Dome                                                                      | 21 de octubre de 2016     | 12 de abril de 2017 (DJ)                               | 2 de mayo de 2017 (DC)   | 147            |
| 24b (48) | Gecko y la roca del gran poder (LA) Gekko y la Roca Todopoderosa (ES) Gekko and the Rock of All Power                                                    | 21 de octubre de 2016     | 12 de abril de 2017 (DJ)                               | 2 de mayo de 2017 (DC)   | 148            |
| 25a (49) | Gecko el gigante (LA) Gekko gigante (ES) Super-Sized Gekko                                                                                               | 2 de diciembre de 2016    | 13 de abril de 2017 (DJ)                               | 3 de mayo de 2017 (DC)   | 149            |
| 25b (50) | Vamos a volar, Ululette (LA) Emprende el vuelo, Buhíta (ES) Take to the Skies, Owlette                                                                   | 2 de diciembre de 2016    | 13 de abril de 2017 (DJ)                               | 3 de mayo de 2017 (DC)   | 150            |
| 26a (51) | ¡Despacio, Catboy! (LA) ¡Más despacio, Gatuno! (ES) Slow Down Catboy                                                                                     | 17 de febrero de 2017     | 14 de abril de 2017 (DJ)                               | TBA                      | 151            |
| 26b (52) | La roca especial de Gecko (LA) La piedra especial de Gekko (ES) Gekko's Special Rock                                                                     | 17 de febrero de 2017     | 14 de abril de 2017 (DJ)                               | TBA                      | 152            |

### Segunda temporada (2018-2019)
| Episodio  | Título | Estreno en Estados Unidos | Estreno en Latinoamérica                                          | Estreno en España                                      | Nº(Producción) |
| --------- | --- | ------------------------- | ----------------------------------------------------------------- | ------------------------------------------------------ | -------------- |
| 1a(53)    | Esferas hipnóticas (LA) Bolas enlunadas (ES) Moonfizzle Balls                                                             | 15 de enero de 2018       | 7 de mayo de 2018                                                 | 28 de marzo de 2018 (DJ) 17 de septiembre de 2018 (DC) | 201            |
| 1b (54)   | Soccer ninjalino (LA) Los ninjalinos futbolistas (ES) Soccer Ninjalinos                                                   | 15 de enero de 2018       | 8 de mayo de 2018                                                 | 28 de marzo de 2018 (DJ) 17 de septiembre de 2018 (DC) | 202            |
| 2a (55)   | Lionel-saurio (LA) El Lionelsaurio (ES) Lionel-Saurus                                                                     | 19 de enero de 2018       | 9 de mayo de 2018                                                 | 4 de abril de 2018 (DJ) 18 de septiembre de 2018 (DC)  | 203            |
| 2b (56)   | El peluche de Catboy (LA) El peluche de Gatuno (ES) Catboy's Cuddly                                                       | 19 de enero de 2018       | 10 de mayo de 2018                                                | 11 de abril de 2018 (DJ) 18 de septiembre de 2018 (DC) | 204            |
| 3a(57)    | La noche del Gato (LA/ES) Night of the Cat                                                                                | 26 de enero de 2018       | 11 de mayo de 2018                                                | 18 de abril de 2018 (DJ) 20 de septiembre de 2018 (DC) | 205            |
| 3b (58)   | Catboy lo hace otra vez (LA) Gatuno lo vuelve a hacer (ES) Catboy Does It Again                                           | 26 de enero de 2018       | 14 de mayo de 2018                                                | 25 de abril de 2018 (DJ) 20 de septiembre de 2018 (DC) | 206            |
| 4a (59)   | Los terribles dos (LA) El dúo terrible (ES) Terrible Two-Some                                                             | 2 de febrero de 2018      | 15 de mayo de 2018                                                | 19 de septiembre de 2018 (DC)                          | 207            |
| 4b (60)   | El problema lunar de Ululette (LA) El problema lunático de Buhíta (ES) Owlette's Luna Trouble                             | 2 de febrero de 2018      | 16 de mayo de 2018                                                | 19 de septiembre de 2018 (DC)                          | 208            |
| 5a (61)   | Ninjalinos polilla (LA) Las polillas ninja (ES) Ninja Moths                                                               | 9 de febrero de 2018      | 17 de mayo de 2018                                                | 19 de noviembre de 2018 (DC)                           | 209            |
| 5b (62)   | ¿Quién tiene el poder del búho? (LA) ¿Quién tiene poder de búho? (ES) Who's Got the Owl Power?                            | 9 de febrero de 2018      | 18 de mayo de 2018                                                | 20 de noviembre de 2018 (DC)                           | 210            |
| 6a (63)   | Pinball en pijamas (LA) El PJ Pinball Mask (ES) PJ Pinball                                                                | 23 de febrero de 2018     | 13 de agosto de 2018                                              | 21 de noviembre de 2018 (DC)                           | 211            |
| 6b (64)   | Rebota-Tron (LA) Botarrón (ES) Bounce-a-Tron                                                                              | 23 de febrero de 2018     | 14 de agosto de 2018                                              | 22 de noviembre de 2018 (DC)                           | 212            |
| 7a (65)   | Carros locos (LA) Las carrozas locas (ES) Wacky Floats                                                                    | 9 de marzo de 2018        | 15 de agosto de 2018                                              | 3 de abril de 2019 (DJ)                                | 213            |
| 7b (66)   | El disfraz de Romeo (LA/ES) Romeo's Disguise                                                                              | 9 de marzo de 2018        | 16 de agosto de 2018                                              | 4 de abril de 2019 (DJ)                                | 214            |
| 8a (67)   | Robot en pijamas (LA) El robot PJ Mask (ES) PJ Robot                                                                      | 6 de abril de 2018        | 26 de mayo de 2018                                                | 1 de abril de 2019 (DJ)                                | 215            |
| 8b (68)   | Poderes mejorados (LA) Nuevos poderes PJ Mask (ES) PJ Power Up                                                            | 6 de abril de 2018        | 26 de mayo de 2018                                                | 1 de abril de 2019 (DJ)                                | 216            |
| 9a (69)   | Golpe Lunar: Carrera la Luna (LA) Lunáticos: La carrera a la Luna (ES) Moonstruck: Race to the Moon                       | 20 de abril de 2018       | 26 de mayo de 2018                                                | 23 de septiembre de 2018 (DC)                          | 217            |
| 9b (70)   | Golpe Lunar: La fortaleza de Luna (LA) Lunáticos: La fortaleza lunar (ES) Moonstruck: Lunar Fortress                      | 20 de abril de 2018       | 26 de mayo de 2018                                                | 23 de septiembre de 2018 (DC)                          | 2178           |
| 10a (71)  | La mascota de Robot (LA) El gato de Robot (ES) Robot's Pet Cat                                                            | 11 de mayo de 2018        | 17 de agosto de 2018                                              | 1 de abril de 2019 (DJ)                                | 219            |
| 10b (72)  | Gecko, el amo del mar (LA) Gekko, maestro de las profundidades (ES) Gekko, Master of the Deep                             | 11 de mayo de 2018        | 20 de agosto de 2018                                              | 1 de abril de 2019 (DJ)                                | 220            |
| 11a (73)  | Que gane el mejor poder (LA/ES) May the Best Power Win                                                                    | 15 de junio de 2018       | 21 de agosto de 2018                                              | 5 de abril de 2019 (DJ)                                | 221            |
| 11b (74)  | La grieta en la Luna (LA) El Rompelunas (ES) Moonbreaker                                                                  | 15 de junio de 2018       | 22 de agosto de 2018                                              | 5 de abril de 2019 (DJ)                                | 222            |
| 12a (75)  | La carrera por la Montaña Misteriosa (LA) La carrera de la Montaña Misteriosa (ES) Race Up to Mystery Mountain            | 22 de junio de 2018       | 23 de agosto de 2018                                              | 24 de abril de 2019 (DJ)                               | 223            |
| 12b (76)  | El prisionero de la Montaña (LA/ES) The Mountain Prisoner                                                                 | 22 de junio de 2018       | 24 de agosto de 2018                                              | 25 de abril de 2019 (DJ)                               | 224            |
| 13a (77)  | Los Lobeznos (LA) Los Niños Lobunos (ES) The Wolfy Kids                                                                   | 6 de julio de 2018        | 25 de agosto de 2018                                              | 8 de octubre de 2018 (DJ) 12 de noviembre de 2018 (DC) | 225            |
| 13b (78)  | Lobo-Saurio (LA) El Lobosaurio (ES) Wolf-O-Saurus                                                                         | 6 de julio de 2018        | 3 de diciembre de 2018                                            | 13 de noviembre de 2018 (DC)                           | 226            |
| 14a (79)  | No más Catboy (LA) No más Gatuno (ES) Catboy No More                                                                      | 27 de julio de 2018       | 4 de diciembre de 2018                                            | 5 de abril de 2019 (DJ)                                | 227            |
| 14b (80)  | Gecko contra el volcán lanza manchas (LA) Gekko contra el Pegotevolcán (ES) Gekko vs. The Splatcano                       | 27 de julio de 2018       | 5 de diciembre de 2018                                            | 31 de marzo de 2019 (DJ)                               | 228            |
| 15a (81)  | Él es Armadylan (LA) Os presento a Armadylan (ES) Meet Armadylan                                                          | 3 de agosto de 2018       | 25 de agosto de 2018                                              |                                                        | 229            |
| 15b (82)  | Ululette invisible (LA) Buhíta invisible (ES) Invisible Owlette                                                           | 3 de agosto de 2018       | 6 de diciembre de 2018                                            | 29 de octubre de 2018 (DJ)                             | 230            |
| 16a (83)  | La montaña lobezna (LA) La montaña lobuna (ES) Wolfy Mountain                                                             | 10 de agosto de 2018      | 7 de diciembre de 2018                                            | 31 de marzo de 2019 (DJ)                               | 231            |
| 16b (84)  | El plan cristalino de Romeo (LA) El plan transparente como el cristal de Romeo (ES) Romeo's Crystal Clear Plan            | 10 de agosto de 2018      | 10 de diciembre de 2018                                           | 1 de abril de 2019 (DJ)                                | 232            |
| 17a (85)  | El ayudante de nadie (LA) El compinche de nadie (ES) Nobody's Sidekick                                                    | 17 de agosto de 2018      | 11 de diciembre de 2018                                           | 1 de abril de 2019 (DJ)                                | 233            |
| 17b (86)  | La amenaza de Armadylan (LA) La amenaza Armadylan (ES) Armadylan Menace                                                   | 17 de agosto de 2018      | 12 de diciembre de 2018                                           | 2 de abril de 2019 (DJ)                                | 234            |
| 18a (87)  | Espigas poderosas (LA) Superpecina (ES) Power Pondweed                                                                    | 21 de septiembre de 2018  | 13 de diciembre de 2018                                           | 2 de abril de 2019 (DJ)                                | 235            |
| 18b (88)  | Ululette confiesa (LA) Buhíta confiesa (ES) Owlette Comes Clean                                                           | 21 de septiembre de 2018  | 14 de diciembre de 2018                                           | 3 de abril de 2019 (DJ)                                | 236            |
| 19a (89)  | Los villanos de Halloween Parte 1 (LA) Los tramposos de Halloween Parte 1 (ES) Halloween Tricksters Part 1                | 5 de octubre de 2018      | 27 de octubre de 2018                                             | 31 de octubre de 2018 (DC)                             | 237            |
| 19b (90)  | Los villanos de Halloween Parte 2 (LA) Los tramposos de Halloween Parte 2 (ES) Halloween Tricksters Part 2                | 5 de octubre de 2018      | 27 de octubre de 2018                                             | 31 de octubre de 2018 (DC)                             | 238            |
| 20a (91)  | Los lobeznos toman el cuartel (LA) Los lobunos toman nuestra base (ES) The Wolfies Take HQ                                | 12 de octubre de 2018     | 30 de diciembre de 2018                                           | 3 de abril de 2019 (DJ)                                | 239            |
| 20b (92)  | El lobezno bueno (LA) El lobuno bueno (ES) The Good Wolfy                                                                 | 12 de octubre de 2018     | 30 de diciembre de 2018                                           | 9 de abril de 2019 (DJ)                                | 240            |
| 21a (93)  | El plan lobezno (LA) El plan lobuno (ES) The Wolfy Plan                                                                   | 2 de noviembre de 2018    | 24 de marzo de 2019                                               | 9 de abril de 2019 (DJ)                                | 241            |
| 21b (94)  | El robo del lagarto (LA) El robo del reptil (ES) The Lizard Theft                                                         | 2 de noviembre de 2018    | 15 de junio de 2019                                               | 10 de abril de 2019 (DJ)                               | 242            |
| 22a (95)  | Dylan en pijamas (LA) PJ Dylan (ES) PJ Dylan                                                                              | 16 de noviembre de 2018   | 23 de febrero de 2020                                             | 10 de abril de 2019 (DJ)                               | 243            |
| 22b (96)  | Armadylan es peligroso (LA) Armadylanado y peligroso (ES) Armadylan'd and Dangerous                                       | 16 de noviembre de 2018   | 24 de marzo de 2019                                               | 10 de abril de 2019 (DJ)                               | 244            |
| 23a (97)  | Los juguetes de acción de Romeo (LA) Las figuritas de Romeo (ES) Romeo's Action Toys                                      | 25 de enero de 2019       | 15 de junio de 2019                                               | 10 de abril de 2019 (DJ)                               | 245            |
| 23b (98)  | El gong de la dragona (LA/ES) The Dragon Gong                                                                             | 25 de enero de 2019       | 24 de marzo de 2019 (Señal Norte) 15 de junio de 2019 (Señal Sur) | 10 de abril de 2019 (DJ)                               | 246            |
| 24a (99)  | El vuelo del ninja (LA/ES) Flight of the Ninja                                                                            | 22 de febrero de 2019     | 17 de junio de 2019                                               | 1 de abril de 2019 (DJ)                                | 247            |
| 24b (100) | La Romemontaña rusa (LA) La montaña Romeusa (ES) Romeocoaster                                                             | 22 de febrero de 2019     | 18 de junio de 2019                                               | 1 de abril de 2019 (DJ)                                | 248            |
| 25a(101)  | Gecko y el rayo opuesto (LA) Gekko y el rayo inversor (ES) Gekko and the Opossite Ray                                     | 8 de marzo de 2019        | 19 de junio de 2019                                               | 2 de abril de 2019 (DJ)                                | 249            |
| 25b(102)  | Los héroes en pijamas contra los malos unidos (LA) Los PJ Masks contra los malos unidos (ES) PJ Masks vs. Bad Guys United | 8 de marzo de 2019        | 20 de junio de 2019                                               | 2 de abril de 2019                                     | 250            |
| 26a(103)  | Lobeznos de pascua (LA) Lobunos de pascua (ES) Easter Wolfies                                                             | 22 de marzo de 2019       | TBA                                                               | 4 de abril de 2019 (DJ)                                | 251            |
| 26b(104)  | Luna y los Lobeznos (LA) Lunática y los Lobunos (ES) Luna and the Wolfies                                                 | 22 de marzo de 2019       | 21 de junio de 2019                                               | 5 de abril de 2019 (DJ)                                | 252            |

### Tercera temporada (2019-2020)
| Episodio | Título | Estreno en Estados Unidos | Estreno en Latinoamérica | Estreno en España                                          | Nº(Producción) |
| -------- | --- | ------------------------- | ------------------------ | ---------------------------------------------------------- | -------------- |
| 1a (105) | Locura Lunar, parte 1 (LA) Locura Lunar Parte 1 (ES) Moon Madness                                                                       | 19 de abril de 2019       | 8 de septiembre de 2019  | 2 de septiembre de 2019 (DJ) 9 de diciembre de 2019 (DC)   | 301            |
| 1b (106) | Locura Lunar, parte 2 (LA) Locura Lunar Parte 2 (ES) Moon Madness Pt. 2                                                                 | 19 de abril de 2019       | 8 de septiembre de 2019  | 2 de septiembre de 2019 (DJ) 9 de diciembre de 2019 (DC)   | 302            |
| 2a (107) | Armadylan y Robette mandan (LA) Armadylan y Robotita son la caña (ES) Armadylan and Robette Rule                                        | 26 de abril de 2019       | 16 de septiembre de 2019 | 3 de septiembre de 2019 (DJ) 10 de diciembre de 2019 (DC)  | 303            |
| 2b (108) | Armadylan Zen (LA/ES) Armadylan Zen | 26 de abril de 2019       | 17 de septiembre de 2019 | 3 de septiembre de 2019 (DJ) 10 de diciembre de 2019 (DC)  | 304            |
| 3a (109) | Como los lobos (LA) Ladridos lobunos (ES) Way of The Woofy                                                                              | 3 de mayo de 2019         | 18 de septiembre de 2019 | 4 de septiembre de 2019 (DJ) 11 de diciembre de 2019 (DC)  | 305            |
| 3b (110) | Lobolinos (LA) Ninjalobinos (ES) Werejalinos                                                                                            | 3 de mayo de 2019         | 19 de septiembre de 2019 | 4 de septiembre de 2019 (DJ) 11 de diciembre de 2019 (DC)  | 306            |
| 4a (111) | Cometa en pijamas (LA) El cometa PJ (ES) PJ Comet                                                                                       | 10 de mayo de 2019        | 20 de septiembre de 2019 | 5 de septiembre de 2019 (DJ) 12 de diciembre de 2019 (DC)  | 307            |
| 4b (112) | Polillas brillantes (LA) Polillas luminosas (ES) Glowy Moths                                                                            | 10 de mayo de 2019        | 23 de septiembre de 2019 | 5 de septiembre de 2019 (DJ) 12 de diciembre de 2019 (DC)  | 308            |
| 5a (113) | El maestro ninja (LA) El profe se vuelve ninja (ES) Teacher Goes Ninja                                                                  | 31 de mayo de 2019        | 24 de septiembre de 2019 | 6 de septiembre de 2019 (DJ) 16 de diciembre de 2019 (DC)  | 309            |
| 5b (114) | Robot descompuesto (LA) Robot se estropea (ES) Robot Goes Wrong                                                                         | 31 de mayo de 2019        | 25 de septiembre de 2019 | 6 de septiembre de 2019 (DJ) 16 de diciembre de 2019 (DC)  | 310            |
| 6a (115) | Los poderes de Leonel (LA) Los poderes de Lionel (ES) Lionel's Powers                                                                   | 7 de junio de 2019        | 26 de septiembre de 2019 | 9 de septiembre de 2019 (DJ) 17 de diciembre de 2019       | 311            |
| 6b (116) | Mejores amigas por siempre (LA) Mejores amigos para siempre (ES) Best Friends Forever                                                   | 7 de junio de 2019        | 27 de septiembre de 2019 | 9 de septiembre de 2019 (DJ) 17 de diciembre de 2019       | 312            |
| 7a (117) | Llegó An Yu (LA) Os presento a An Yu (ES) Meet An Yu                                                                                    | 21 de junio de 2019       | 16 de diciembre de 2019  | 10 de septiembre de 2019 (DJ) 18 de diciembre de 2019 (DC) | 313            |
| 7b (118) | Llegó An Yu Parte 2 (LA) Os presento a An Yu Parte 2 (ES) Meet An Yu Pt. 2                                                              | 21 de junio de 2019       | 16 de diciembre de 2019  | 10 de septiembre de 2019 (DJ) 18 de diciembre de 2019 (DC) | 314            |
| 8a (119) | El premio lunar (LA) La carrera lunar (ES) The Moon Prix                                                                                | 5 de julio de 2019        | 17 de diciembre de 2019  | 11 de septiembre de 2019 (DJ) 19 de diciembre de 2019 (DC) | 315            |
| 8b (120) | ¡Piratas, Ahoy! (LA) Piratas a la vista (ES) Pirates Ahoy!                                                                              | 5 de julio de 2019        | 18 de diciembre de 2019  | 11 de septiembre de 2019 (DJ) 19 de diciembre de 2019 (DC) | 316            |
| 9a (121) | El secreto de la pagoda (LA/ES) The secret of the Pagoda                                                                                | 12 de julio de 2019       | 19 de diciembre de 2019  | 12 de septiembre de 2019 (DJ) 6 de julio de 2020 (DC)      | 317            |
| 9b (122) | La tormenta ninja (LA) La tormenta del ninja (ES) Storm of the Ninja                                                                    | 12 de julio de 2019       | 20 de diciembre de 2019  | 12 de septiembre de 2019 (DJ) 6 de julio de 2020 (DC)      | 318            |
| 10a(123) | Arma-Líder (LA) Armalíder (ES) Arma-Leader                                                                                              | 19 de julio de 2019       | 23 de diciembre de 2019  | 13 de septiembre de 2019 (DJ) 7 de julio de 2020 (DC)      | 319            |
| 10b(124) | Ululette comete un error (LA) Buhíta mete la pata (ES) Owlette Slips Up                                                                 | 19 de julio de 2019       | 24 de diciembre de 2019  | 13 de septiembre de 2019 (DJ) 7 de julio de 2020 (DC)      | 320            |
| 11a(125) | El monstruo de mancha (LA) El pegotemonstruo, 1a parte (ES) The Splat Monster                                                           | 2 de agosto de 2019       | 25 de diciembre de 2019  | 14 de enero de 2020 (DJ) 8 de julio de 2020 (DC)           | 321            |
| 11b(126) | El monstruo de mancha Parte 2 (LA) El pegotemonstruo, 2a parte (ES) The Splat Monster Pt. 2                                             | 2 de agosto de 2019       | 25 de diciembre de 2019  | 14 de enero de 2020 (DJ) 8 de julio de 2020 (DC)           | 322            |
| 12a(127) | Polilla en la luna (LA/ES) Moth on the Moon                                                                                             | 30 de agosto de 2019      | 26 de diciembre de 2019  | 28 de enero de 2020 (DJ) 9 de julio de 2020 (DC)           | 323            |
| 12b(128) | Llévame a la luna (LA/ES) Fly Me To The Moon                                                                                            | 30 de agosto de 2019      | 27 de diciembre de 2019  | 29 de enero de 2020 (DJ) 9 de julio de 2020 (DC)           | 324            |
| 13a(129) | La rabieta cósmica de Luna (LA) La pataleta cósmica de Lunática (ES) Luna's Cosmic Tantrum                                              | 6 de septiembre de 2019   | 31 de diciembre de 2019  | 30 de enero de 2020 (DJ) 27 de julio de 2020 (DC)          | 325            |
| 13b(130) | Polisuki, la mejor (LA) Polilluki, la mejor (ES) Motsuki the Best                                                                       | 6 de septiembre de 2019   | 31 de diciembre de 2019  | 31 de enero de 2020 (DJ) 27 de julio de 2020 (DC)          | 326            |
| 14a(131) | El vehículo de un héroe (LA) El buga de un héroe (ES) Wheels of a Hero                                                                  | 20 de septiembre de 2019  | 16 de marzo de 2020      | 6 de abril de 2020 (DJ) 28 de julio de 2020 (DC)           | 327            |
| 14b(132) | Lobezno lunar (LA) Lobuno lunar (ES) Moonwolfy                                                                                          | 20 de septiembre de 2019  | 17 de marzo de 2020      | 7 de abril de 2020 (DJ) 28 de julio de 2020 (DC)           | 328            |
| 15a(133) | Problemas en la montaña misteriosa (LA) Choque en la montaña misteriosa (ES) Clash on Mystery Mountain                                  | 11 de octubre de 2019     | 18 de marzo de 2020      | 8 de abril de 2020 (DJ) 29 de julio de 2020 (DC)           | 329            |
| 15b(134) | Un problema muy pequeño (LA) Un minúsculo problema (ES) A Teeny Weeny Problem                                                           | 11 de octubre de 2019     | 19 de marzo de 2020      | 9 de abril de 2020 (DJ) 29 de julio de 2020 (DC)           | 330            |
| 16a(135) | Saquen a Romeo del camino (LA) Sacad a Romeo de las calles (ES) Take Romeo of the Road                                                  | 18 de octubre de 2019     | 20 de marzo de 2020      | 20 de enero de 2020 (DJ) 30 de julio de 2020 (DC)          | 331            |
| 16b(136) | Misión: Rastreador en pijamas (LA) Misión: PJ Rastreador (ES) Mission: PJ Seeker                                                        | 18 de octubre de 2019     | 23 de marzo de 2020      | 21 de enero de 2020 (DJ) 30 de julio de 2020 (DC)          | 332            |
| 17a(137) | Lobeznos con poderes (LA) Poderes lobunos (ES) Wolfy Powers                                                                             | 8 de noviembre de 2019    | 24 de marzo de 2020      | 24 de enero de 2020 (DJ) 4 de octubre de 2020 (DC)         | 333            |
| 17b(138) | Baila el Gecko (LA) Haz el Gekko (ES) Do the Gekko                                                                                      | 8 de noviembre de 2019    | 25 de marzo de 2020      | 27 de enero de 2020 (DJ) 4 de octubre de 2020 (DC)         | 334            |
| 18a(139) | Armadylan, héroe de acción (LA/ES) Armadylan, Action Hero                                                                               | 15 de noviembre de 2019   | 26 de marzo de 2020      | 10 de abril de 2020 (DJ) 11 de octubre de 2020 (DC)        | 335            |
| 18b(140) | Competencia de músculos (LA) Presumiendo de supermúsculos (ES) Super Muscles Show Off                                                   | 15 de noviembre de 2019   | 27 de marzo de 2020      | 13 de abril de 2020 (DJ) 11 de octubre de 2020 (DC)        | 336            |
| 19a(141) | El auto de las bromas (LA) El buga bromista (ES) The Prank Wheelz                                                                       | 22 de noviembre de 2019   | 1 de junio de 2020       | 22 de junio de 2020                                        | 337            |
| 19b(142) | ¿Dónde está el lobo-móvil? (LA) ¿Dónde está el coche lobuno? (ES) Where's the Wolf Wheelz?                                              | 22 de noviembre de 2019   | 2 de junio de 2020       | 23 de junio de 2020                                        | 338            |
| 20a(143) | El villano del cielo (LA) Granuja de los cielos (ES) Villain of the Sky                                                                 | 6 de diciembre de 2019    | 3 de junio de 2020       | 14 de abril de 2020 (DJ) 18 de octubre de 2020 (DC)        | 339            |
| 20b(144) | La protectora del cielo (LA/ES) Protector of the Sky                                                                                    | 6 de diciembre de 2019    | 4 de junio de 2020       | 15 de abril de 2020 (DJ) 18 de octubre de 2020 (DC)        | 340            |
| 21a(145) | Los héroes en pijamas salvan la Navidad: Primera parte (LA) Los PJ Masks salvan la Navidad, 1a parte (ES) PJ Masks Save Christmas       | 6 de diciembre de 2019    | 5 de diciembre de 2020   | 24 de junio de 2020                                        | 341            |
| 21b(146) | Los héroes en pijamas salvan la Navidad: Segunda parte (LA) Los PJ Masks salvan la Navidad, 2a parte (ES) PJ Masks Save Christmas Pt. 2 | 6 de diciembre de 2019    | 5 de diciembre de 2020   | 25 de junio de 2020                                        | 342            |
| 22a(147) | La melodía de Romeo (LA/ES) Romeo's Melody                                                                                              | 10 de enero de 2020       | 5 de junio de 2020       | 16 de abril de 2020                                        | 343            |
| 22b(148) | Robot en pijama toma el control (LA) Robot PJ se pone al mando (ES) PJ Robot Takes Control                                              | 10 de enero de 2020       | 8 de junio de 2020       | 17 de abril de 2020                                        | 344            |
| 23a(149) | Piratas del cielo (LA) PJ piratas del aire (ES) PJ Sky Pirates                                                                          | 17 de enero de 2020       | 9 de junio de 2020       | 26 de junio de 2020                                        | 345            |
| 23b(150) | Los ninjas que desaparecen (LA) Los ninjas que desaparecían (ES) The Disappearing Ninjas                                                | 17 de enero de 2020       | 10 de junio de 2020      | 29 de junio de 2020                                        | 346            |
| 24a(151) | Gecko por doquier (LA) Gekko en todas partes (ES) Gekko Everywhere                                                                      | 24 de enero de 2020       | 11 de junio de 2020      | 1 de julio de 2020                                         | 347            |
| 24b(152) | Gecko toma el control (LA) Gekko se pone al mando (ES) Gekko Takes Charge                                                               | 24 de enero de 2020       | 12 de junio de 2020      | 2 de julio de 2020                                         | 348            |
| 25a(153) | Polisuki, la hermana mayor (LA) Gran hermana Motsuki (ES) Big Sister Motsuki                                                            | 7 de febrero de 2020      | 14 de junio de 2020      | 3 de julio de 2020                                         | 349            |
| 25b(154) | Intrusa en la pijamada (LA) PJ se autoinvita a la fiesta (ES) PJ Party Crasher                                                          | 7 de febrero de 2020      | 14 de junio de 2020      | 6 de julio de 2020                                         | 350            |
| 26a(155) | El amo del foso (LA) Maestro del foso (ES) Master of the Moat                                                                           | 13 de marzo de 2020       | 14 de junio de 2020      | 7 de julio de 2020                                         | 351            |
| 26b(156) | Robot en pijama contra Romeo (LA) PJ Robot contra Romeo (ES) PJ Robot Vs. Romeo                                                         | 13 de marzo de 2020       | 14 de junio de 2020      | 8 de julio de 2020                                         | 352            |

### Cuarta Temporada (2020-2021)
| Episodio  | Título | Estreno en Estados Unidos | Estreno en Latinoamérica | Estreno en España     | Nº(Producción) |
| --------- | --- | ------------------------- | ------------------------ | --------------------- | -------------- |
| 1a (157)  | Héroes del cielo (LA) Los héroes del cielo (ES) Heroes of the Sky                                           | 15 de mayo de 2020        | 27 de febrero de 2021    | 17 de octubre de 2020 | 401            |
| 1b (158)  | Héroes del cielo (LA) Los héroes del cielo (ES) Heroes of the Sky                                           | 15 de mayo de 2020        | 27 de febrero de 2021    | 17 de octubre de 2020 | 401            |
| 2a (159)  | Héroes del cielo (LA) Los héroes del cielo (ES) Heroes of the Sky                                           | 15 de mayo de 2020        | 27 de febrero de 2021    | 17 de octubre de 2020 | 401            |
| 2b (160)  | Héroes del cielo (LA) Los héroes del cielo (ES) Heroes of the Sky                                           | 15 de mayo de 2020        | 27 de febrero de 2021    | 17 de octubre de 2020 | 401            |
| 3a (161)  | ¿Quién dejó entrar a las polillas? (LA/ES) Who Let the Moths In?                                            | 29 de mayo de 2020        | 8 de marzo de 2021       | 19 de octubre de 2020 | 402            |
| 3b (162)  | El Comandante Miau (LA) Comandante Miau (ES) Commander Meow                                                 | 29 de mayo de 2020        | 8 de marzo de 2021       | 20 de octubre de 2020 | 403            |
| 4a (163)  | La hermana desaparecida de Polisuki (LA) La hermana desaparecida de Polilluki (ES) Motsuki's Missing Sister | 15 de junio de 2020       | 9 de marzo de 2021       | 21 de octubre de 2020 | 404            |
| 4b (164)  | No tan ninja (LA/ES) Not So Ninja                                                                           | 15 de junio de 2020       | 10 de marzo de 2021      | 22 de octubre de 2020 | 405            |
| 5a (165)  | Fiesta de pijamas en la montaña (LA) Pijafiestas en la montaña (ES) PJ Party Mountain                       | 6 de julio de 2020        | 11 de marzo de 2021      | 23 de octubre de 2020 | 406            |
| 5b (166)  | Los lobeznos de la pagoda (LA) Los lobunos de la pagoda (ES) Wolfies of the Pagoda                          | 6 de julio de 2020        | 12 de marzo de 2021      | 26 de octubre de 2020 | 407            |
| 6a (167)  | El secreto del Maestro Fang (LA/ES) Master Fang's Secret                                                    | 20 de julio de 2020       | 15 de marzo de 2021      | 27 de octubre de 2020 | 408            |
| 6b (168)  | Aerodylan (LA/ES) Aerodylan                                                                                 | 20 de julio de 2020       | 16 de marzo de 2021      | 28 de octubre de 2020 | 409            |
| 7a (169)  | El accidente con el asteroide (LA) Accidente con un asteroide (ES) Asteroid Accident                        | 3 de agosto de 2020       | 17 de marzo de 2021      | 29 de octubre de 2020 | 410            |
| 7b (170)  | Todo sobre los asteroides (LA/ES) All About Asteroids                                                       | 3 de agosto de 2020       | 18 de marzo de 2021      | 30 de octubre de 2020 | 411            |
| 8a (171)  | La máquina espacial de Romeo (LA/ES) Romeo's Space Machine                                                  | 17 de agosto de 2020      | 7 de junio de 2021       | 15 de marzo de 2021   | 412            |
| 8b (172)  | Newton y los ninjas (LA/ES) Newton and the Ninjas                                                           | 17 de agosto de 2020      | 7 de junio de 2021       | 15 de marzo de 2021   | 413            |
| 9a (173)  | La roca espacial desaparecida (LA) Roca espacial desaparecida (ES) Missing Space Rock                       | 31 de agosto de 2020      | 8 de junio de 2021       | 16 de marzo de 2021   | 414            |
| 9b (174)  | La fábrica voladora fuera de control (LA) Fábrica voladora descontrolada (ES) Flying Factory Out of Control | 31 de agosto de 2020      | 9 de junio de 2021       | 16 de marzo de 2021   | 415            |
| 10a (175) | Mono-Gu (LA) Munkigu (ES) Munkigu                                                                           | 14 de septiembre de 2020  | 10 de junio de 2021      | 17 de marzo de 2021   | 416            |
| 10b (176) | Mono-Gu en la ciudad (LA) Munkigu en la ciudad (ES) Munkigu in the City                                     | 14 de septiembre de 2020  | 11 de junio de 2021      | 17 de marzo de 2021   | 417            |
| 11a(177)  | Misión Mono-Gu (LA) Misión Munkigu (ES) Mission Munki-Gu                                                    | 5 de octubre de 2020      | 14 de junio de 2021      | 18 de marzo de 2021   | 418            |
| 11b(178)  | La leyenda del hueso de lobo (LA) La leyenda del hueso lobuno (ES) Legend of the Wolfy Bone                 | 5 de octubre de 2020      | 15 de junio de 2021      | 18 de marzo de 2021   | 419            |
| 12a(179)  | Gecko contra Armavillan (LA) Gekko contra Armavillano (ES) Gekko vs. Armavillain                            | 19 de octubre de 2020     | 16 de junio de 2021      | 19 de marzo de 2021   | 420            |
| 12b(180)  | Super supervelocidad (LA) Super supervelocidad gatuna (ES) Super Super Cat Speed                            | 19 de octubre de 2020     | 17 de junio de 2021      | 19 de marzo de 2021   | 421            |
| 13a(181)  | El dragón de Munki-Gu (LA/ES) Munki-Gu's Dragon                                                             | 2 de noviembre de 2020    | 18 de junio de 2021      | 22 de marzo de 2021   | 422            |
| 13b(182)  | Gecko quiere a Leonel (LA) Gekko quiere a Lionel (ES) Gekko Loves Lionel                                    | 2 de noviembre de 2020    | 21 de junio de 2021      | 22 de marzo de 2021   | 423            |
| 14a(183)  | Octobella (LA) Pulpibella (ES) Octobella                                                                    | 16 de noviembre de 2020   | 6 de septiembre de 2021  | 23 de marzo de 2021   | 424            |
| 14b(184)  | Octoproblema (LA) Pulpi-enredo (ES) Octo-Trouble                                                            | 16 de noviembre de 2020   | 6 de septiembre de 2021  | 23 de marzo de 2021   | 425            |
| 15a(185)  | Amigos estelares (LA) Compis estelares (ES) Star Buddies                                                    | 30 de noviembre de 2020   | 7 de septiembre de 2021  | 24 de marzo de 2021   | 426            |
| 15b(186)  | Hasta la luna y de regreso (LA) Ida y vuelta a la luna (ES) To the Moon and Back                            | 30 de noviembre de 2020   | 8 de septiembre de 2021  | 24 de marzo de 2021   | 427            |
| 16a(187)  | El imán en el foso (LA) El imán del foso (ES) Magnet in the Moat                                            | 7 de diciembre de 2020    | 9 de septiembre de 2021  | 25 de marzo de 2021   | 428            |
| 16b(188)  | Polisuki se altera (LA) Polilluki desaparece (ES) Motsuki Bugs Out                                          | 7 de diciembre de 2020    | 10 de septiembre de 2021 | 25 de marzo de 2021   | 429            |
| 17a(189)  | El jardín de Octobella (LA) El jardín de Pulpibella (ES) Octobella 's Garden                                | 11 de enero de 2021       | 13 de septiembre de 2021 | 26 de marzo de 2021   | 430            |
| 17b(190)  | Súper Splash (LA) Sploshy Splash (ES) Sploshy Splash                                                        | 11 de enero de 2021       | 14 de septiembre de 2021 | 26 de marzo de 2021   | 431            |
| 18a(191)  | El regreso del Pequeño Ninjalino (LA) Vuelve Minúsculo Ninjalino (ES) Teeny Weeny Returns                   | 25 de enero de 2021       | 15 de septiembre de 2021 | 7 de junio de 2021    | 432            |
| 18b(192)  | Robo-lobo (LA) Robolobo (ES) Robo-Wolf                                                                      | 25 de enero de 2021       | 16 de septiembre de 2021 | 7 de junio de 2021    | 433            |
| 19a(193)  | Las tareas de Armadylan (LA) Los trabajos de Armadylan (ES) The Labour of Armadylan                         | 8 de febrero de 2021      | 6 de diciembre de 2021   | 8 de junio de 2021    | 434            |
| 19b(194)  | Perdidos en el espacio (LA/ES) Lost in Space                                                                | 8 de febrero de 2021      | 6 de diciembre de 2021   | 8 de junio de 2021    | 435            |
| 20a(195)  | El poder de la charla del mono (LA) El poder del habla monil (ES) The Power of Monkey Chatter               | 22 de febrero de 2021     | 7 de diciembre de 2021   | 9 de junio de 2021    | 436            |
| 20b(196)  | El secreto del mono bueno (LA) El secreto de la bondad del mono (ES) The Secret of Monkey Goodness          | 22 de febrero de 2021     | 7 de diciembre de 2021   | 9 de junio de 2021    | 437            |
| 21a(197)  | Pharaoh Boy (LA) El pequeño faraón (ES) Pharaoh Boy                                                         | 8 de marzo de 2021        | 8 de diciembre de 2021   | 10 de junio de 2021   | 438            |
| 21b(198)  | Por mis plumas de faraón (LA/ES) By My Pharaoh Feathers                                                     | 8 de marzo de 2021        | 8 de diciembre de 2021   | 10 de junio de 2021   | 439            |
| 22a(199)  | La carroza del faraón (LA) La cuadriga del faraón (ES) Pharaoh's Chariot                                    | 15 de marzo de 2021       | 9 de diciembre de 2021   | 11 de junio de 2021   | 440            |
| 22b(200)  | Robot en pijama no funciona (LA) Robot PJ Mask estropeado (ES) PJ Robot Malfunction                         | 15 de marzo de 2021       | 9 de diciembre de 2021   | 11 de junio de 2021   | 441            |
| 23a(201)  | Las máscaras misteriosas (LA/ES) The Mysterious Masks                                                       | 22 de marzo de 2021       | 10 de diciembre de 2021  | 14 de junio de 2021   | 442            |
| 23b(202)  | La batalla de los colmillos (LA/ES) Battle of the Fangs                                                     | 22 de marzo de 2021       | 10 de diciembre de 2021  | 14 de junio de 2021   | 443            |
| 24a(203)  | El gato de Catboy (LA) El gato de Gatuno (ES) Catboy's Cat                                                  | 29 de marzo de 2021       | 13 de diciembre de 2021  | 15 de junio de 2021   | 444            |
| 24b(204)  | Loco con el poder de la luna (LA) Loco de poder lunar (ES) Mad with Moon Power                              | 29 de marzo de 2021       | 13 de diciembre de 2021  | 15 de junio de 2021   | 445            |
| 25a(205)  | Pharaoh Boy y los Ninjalinos (LA) El faraón y los Ninjalinos (ES) Pharaoh and the Ninjalinos                | 31 de mayo de 2021        | 14 de diciembre de 2021  | 16 de junio de 2021   | 446            |
| 25b(206)  | Los bumeranes de Pharaoh Boy (LA) Los bumeranes del faraón (ES) Pharaoh's Boomerangs                        | 31 de mayo de 2021        | 14 de diciembre de 2021  | 16 de junio de 2021   | 447            |
| 26a(207)  | Las burbujas de la maldad (LA) Burbujas de maldad (ES) Bubbles of Badness                                   | 7 de junio de 2021        | 17 de septiembre de 2021 | 17 de junio de 2021   | 448 449        |
| 26b(208)  | Las burbujas de la maldad (LA) Burbujas de maldad (ES) Bubbles of Badness                                   | 7 de junio de 2021        | 17 de septiembre de 2021 | 17 de junio de 2021   | 448 449        |

### Quinta temporada (2021-2022)
| Episodio  | Titulo | Estreno en Estados Unidos | Estreno en Latinoamérica | Estreno en España                            | Nº (Producción) |
| --------- | --- | ------------------------- | ------------------------ | -------------------------------------------- | --------------- |
| 1 (209)   | Más poderes ninja (LA) Más poder ninja (ES) Ninja Power Up                                                                               | 13 de agosto de 2021      | 8 de junio de 2022       | 16 de octubre de 2021                        | 501             |
| 2a (210)  | Luna va demasiado lejos (LA) Lunática se pasa (ES) Luna Goes Too Far                                                                     | 20 de agosto de 2021      | 8 de junio de 2022       | 17 de octubre de 2021                        | 502             |
| 2b (211)  | Los trucos de Búhi (LA) Buhitrucos (ES) Owly Tricks                                                                                      | 20 de agosto de 2021      | 8 de junio de 2022       | 17 de octubre de 2021                        | 503             |
| 3a (212)  | Newton el destructor (LA/ES) Newton the Destructor                                                                                       | 27 de agosto de 2021      | 8 de junio de 2022       | 23 de octubre de 2021                        | 504             |
| 3b (213)  | El cohete de Luna (LA) El Kazoomer de Lunática (ES) Luna Kazoomer                                                                        | 27 de agosto de 2021      | 8 de junio de 2022       | 23 de octubre de 2021                        | 505             |
| 4a (214)  | Robots malos (LA) Malobots (ES) Baddie Bots                                                                                              | 3 de septiembre de 2021   | 8 de junio de 2022       | 24 de octubre de 2021                        | 506             |
| 4b (215)  | Newton y los animales (LA/ES) Newton and the Animals                                                                                     | 3 de septiembre de 2021   | 8 de junio de 2022       | 24 de octubre de 2021                        | 507             |
| 5a (216)  | Octobella ataca otra vez (LA) Pulpibella ataca de nuevo (ES) Octobella Strikes Again                                                     | 10 de septiembre de 2021  | 8 de junio de 2022       | 4 de diciembre de 2021                       | 508             |
| 5b (217)  | Octobella a la fuga (LA) Pulpibella anda suelta (ES) Octobella on the Loose                                                              | 10 de septiembre de 2021  | 8 de junio de 2022       | 4 de diciembre de 2021                       | 509             |
| 6a (218)  | Pequeño Ninjalino al rescate (LA) Minúsculo al rescate (ES) Teeny Weeny to the Rescue                                                    | 17 de septiembre de 2021  | 8 de junio de 2022       | 5 de diciembre de 2021                       | 510             |
| 6b (219)  | Munki-Gu invisible (LA/ES) Invisible Munki-Gu                                                                                            | 17 de septiembre de 2021  | 8 de junio de 2022       | 5 de diciembre de 2021                       | 511             |
| 7a (220)  | Orticia florece (LA) Orticia brota (ES) Orticia Blooms                                                                                   | 24 de septiembre de 2021  | 8 de junio de 2022       | 11 de diciembre de 2021                      | 512             |
| 7b (221)  | Orticia y las calabazas (LA/ES) Orticia and the Pumpkins                                                                                 | 24 de septiembre de 2021  | 8 de junio de 2022       | 11 de diciembre de 2021                      | 513             |
| 8a (222)  | El robot pirata (LA) Robot pirata (ES) Pirate Robot                                                                                      | 29 de octubre de 2021     | 8 de junio de 2022       | 12 de diciembre de 2021                      | 514             |
| 8b (223)  | Ululette, la reina pirata (LA) Buhíta, la reina pirata (ES) Owlette, the Pirate Queen                                                    | 29 de octubre de 2021     | 8 de junio de 2022       | 12 de diciembre de 2021                      | 515             |
| 9a (224)  | El truco de magia de Connor (LA) El truco mágico de Gatuno (ES) Catboy's Magic Tricks                                                    | 12 de noviembre de 2021   | 27 de julio de 2022      | 21 de marzo de 2022                          | 516             |
| 9b (225)  | Gecko el cocodrilo (LA) Gekko el cocodrilo (ES) Gekko the Croc                                                                           | 12 de noviembre de 2021   | 27 de julio de 2022      | 21 de marzo de 2022                          | 517             |
| 10a (226) | El campamento (LA) La acampada (ES) The Camping Trip                                                                                     | 7 de enero de 2022        | 27 de julio de 2022      | 22 de marzo de 2022                          | 518             |
| 10b (227) | La fiesta del estanque (LA) Fiesta de algas (ES) Pondweed Party                                                                          | 7 de enero de 2022        | 27 de julio de 2022      | 22 de marzo de 2022                          | 519             |
| 11a (228) | El problema con Percival (LA) El problema de Percival (ES) A Percival Problem                                                            | 18 de febrero de 2022     | 27 de julio de 2022      | 23 de marzo de 2022                          | 520             |
| 11b (229) | La pijamada de Luna (LA) Luna duerme fuera (ES) Luna Girl's Sleepover                                                                    | 18 de febrero de 2022     | 27 de julio de 2022      | 23 de marzo de 2022                          | 521             |
| 12a (230) | El baile del Dragón (LA) La Danza del Dragón (ES) Dragon Dance                                                                           | 18 de marzo de 2022       | 27 de julio de 2022      | 24 de marzo de 2022                          | 522             |
| 12b (231) | An Yu y las rocas de la cueva (LA) An Yu y las piedras de la cueva (ES) An Yu And The Cave Stones                                        | 18 de marzo de 2022       | 27 de julio de 2022      | 24 de marzo de 2022                          | 523             |
| 13a (232) | El ataque de los bocadillos (LA) Ataque de comida a medianoche (ES) Midnight Snack attack                                                | 8 de abril de 2022        | 27 de julio de 2022      | 25 de marzo de 2022                          | 524             |
| 13b (233) | El viaje del asteroide dorado (LA/ES) Voyage of the Golden Asteroid                                                                      | 8 de abril de 2022        | 27 de julio de 2022      | 25 de marzo de 2022                          | 525             |
| 14 (234)  | Carly y Cartoka (LA/ES) Carly and Cartoka                                                                                                | 15 de abril de 2022       | 27 de julio de 2022      | 4 de septiembre de 2022                      | 526             |
| 15a (235) | Los PJ Riders (LA) Los PJ Jinetes (ES) PJ Riders                                                                                         | 22 de abril de 2022       | 27 de julio de 2022      | 25 de julio de 2022                          | 527             |
| 15b (236) | El vuelo de Flashcar (LA) Rayomóvil en el cielo (ES) Flashcar in the Sky                                                                 | 22 de abril de 2022       | 27 de julio de 2022      | 25 de julio de 2022                          | 528             |
| 16a (237) | La megapolilla de Luna (LA) La megapolilla de Lunática (ES) Luna's Mega Moth                                                             | 6 de mayo de 2022         | 7 de diciembre de 2022   | 26 de julio de 2022                          | 529             |
| 16b (238) | Capitán robot pirata (LA) El capitán robot pirata (ES) Captain Pirate Robot                                                              | 6 de mayo de 2022         | 7 de diciembre de 2022   | 26 de julio de 2022                          | 530             |
| 17a (239) | El truco de la súper pista (LA) El truco de la choquepista (ES) Clash Track Trick                                                        | 17 de junio de 2022       | 7 de diciembre de 2022   | 27 de julio de 2022                          | 531             |
| 17b (240) | El lagarto veloz de Gecko (LA) El lagarto veloz de Gekko (ES) Gekko's Speedy Lizard                                                      | 17 de junio de 2022       | 7 de diciembre de 2022   | 27 de julio de 2022                          | 532             |
| 18a (241) | La escuela de la maldad de Ninja Nocturno (LA) La escuela de travesuras de Ninja Nocturno (ES) Night Ninja's School of Ninja Naughtiness | 8 de julio de 2022        | 7 de diciembre de 2022   | 28 de julio de 2022                          | 533             |
| 18b (242) | El Ninjalino alegre (LA) El alegre Ninjalino (ES) The Jolly Ninjalino                                                                    | 8 de julio de 2022        | 7 de diciembre de 2022   | 29 de julio de 2022                          | 534             |
| 19 (243)  | El poder de la montaña Misteriosa (LA/ES) The Power of Mistery Mountain                                                                  | 24 de agosto de 2022      | 7 de diciembre de 2022   | 10 de septiembre de 2022                     | 535             |
| 20a (244) | Lento y tramposo (LA) Despacito y con malicia (ES) Slow and Sneaky                                                                       | 9 de septiembre de 2022   | 7 de diciembre de 2022   | 10 de septiembre de 2022                     | 536             |
| 20b (245) | Los PJ Riders salvan el día (LA) Los PJ Animales arreglan el día (ES) The PJ Riders Save the Day                                         | 9 de septiembre de 2022   | 7 de diciembre de 2022   | 10 de septiembre de 2022                     | 537             |
| 21a (246) | Abandonados en la luna (LA/ES) Moon Marooned                                                                                             | 16 de septiembre de 2022  | 7 de diciembre de 2022   | 28 de noviembre de 2022                      | 538             |
| 21b (247) | Newton y la mancha estelar (LA) Newton y el pegote estelar (ES) Newton and the Star Splat                                                | 16 de septiembre de 2022  | 7 de diciembre de 2022   | 28 de noviembre de 2022                      | 539             |
| 22 (248)  | Dulce o travesura (LA) Truco o trato (ES) Trick or Treat                                                                                 | 25 de septiembre de 2022  | 7 de diciembre de 2022   | 29 de octubre de 2022                        | 540             |
| 23 (249)  | Héroes de la pista (LA) Héroes de la carretera (ES) Heroes of the Road                                                                   | 21 de octubre de 2022     | 7 de diciembre de 2022   | 1 de diciembre de 20222 de diciembre de 2022 | 541             |
| 24a (250) | El descubrimiento de Newton (LA/ES) Newton's Discovery                                                                                   | 11 de noviembre de 2022   | 7 de diciembre de 2022   | 29 de noviembre de 2022                      | 542             |
| 24b (251) | La trampa pirata de Romeo (LA/ES) Romeo's Pirate Trap                                                                                    | 11 de noviembre de 2022   | 7 de diciembre de 2022   | 29 de noviembre de 2022                      | 543             |
| 25 (252)  | El ataque de Luna (LA) El ataque lunar de Lunática (ES) Luna's Moon Attack                                                               | 18 de noviembre de 2022   | 7 de diciembre de 2022   | 30 de noviembre de 2022                      | 541             |

### PJ Masks: Power Heroes (2023-2024)
| Episodio | Titulo                                                                                    | Estreno en Estados Unidos | Estreno en Latinoamérica                   | Estreno en España        | Nº (Producción) |
| -------- | ----------------------------------------------------------------------------------------- | ------------------------- | ------------------------------------------ | ------------------------ | --------------- |
| 1a (253) | Héroes por doquier (LA) Héroes por todas partes (ES) Heroes Everywhere                    | 19 de abril de 2023       | 24 de abril de 2023                        | 28 de abril de 2023      | 601             |
| 1b (254) | Héroes por doquier (LA) Héroes por todas partes (ES) Heroes Everywhere                    | 19 de abril de 2023       | 24 de abril de 2023                        | 28 de abril de 2023      | 601             |
| 1c (255) | Héroes por doquier (LA) Héroes por todas partes (ES) Heroes Everywhere                    | 19 de abril de 2023       | 24 de abril de 2023                        | 28 de abril de 2023      | 601             |
| 1d (256) | Héroes por doquier (LA) Héroes por todas partes (ES) Heroes Everywhere                    | 19 de abril de 2023       | 24 de abril de 2023                        | 28 de abril de 2023      | 601             |
| 2a (257) | El olor de la maldad (LA) El tufo de la maldad The Wiff of Badness                        | 29 de abril de 2023       | 25 de abril de 2023                        | 27 de mayo de 2023       | 602             |
| 2b (258) | El cumpleaños de An Yu (LA/ES) An Yu's Birthday                                           | 29 de abril de 2023       | 25 de abril de 2023                        | 27 de mayo de 2023       | 603             |
| 3a (259) | El asteroide nuevo de Newton (LA) El nuevo asteroide de Newton (ES) Newton's New Asteroid | 6 de mayo de 2023         | 26 de abril de 2023                        | 27 de mayo de 2023       | 604             |
| 3b (260) | Música lunar (LA/ES) Moon Music                                                           | 6 de mayo de 2023         | 26 de abril de 2023                        | 27 de mayo de 2023       | 605             |
| 4a (261) | Helados y lobeznos (LA) Helado para los lobunos (ES) I Scream for Wolfies                 | 13 de mayo de 2023        | 27 de abril de 2023                        | 27 de mayo de 2023       | 606             |
| 4b (262) | An Yu y los Geckos (LA) An Yu y los Gekkos (ES) An Yu and the Gekkos                      | 13 de mayo de 2023        | 27 de abril de 2023                        | 27 de mayo de 2023       | 607             |
| 5a (263) | La tormenta de hielo pirata (LA) Tormenta de hielo pirata (ES) Pirate Ice Storm           | 20 de mayo de 2023        | 28 de abril de 2023                        | 16 de septiembre de 2023 | 608             |
| 5b (264) | Lilyfay (LA/ES) Lilyfay                                                                   | 20 de mayo de 2023        | 28 de abril de 2023                        | 16 de septiembre de 2023 | 609             |
| 6 (265)  | El mundo de hielo (LA) El mundo glacial (ES) Iceworld                                     | 27 de mayo de 2023        | 24 de julio de 2023                        | 16 de septiembre de 2023 | 610             |
| 7a (266) | Cosas de gatos (LA/ES) It's a Cat Thing                                                   | 3 de junio de 2023        | 25 de julio de 2023                        | 14 de octubre de 2023    | 611             |
| 7b (267) | El baile de los dos gatos (LA/ES) The Dance of Two Cats                                   | 3 de junio de 2023        | 25 de julio de 2023                        | 14 de octubre de 2023    | 612             |
| 8a (268) | Hada espacial y heroína (LA) La heroína hada espacial (ES) Space Fairy Hero               | 8 de julio de 2023        | 26 de julio de 2023                        | 14 de octubre de 2023    | 613             |
| 8b (269) | Lilyfay y el lago (LA/ES) Lilyfay and the Lake                                            | 8 de julio de 2023        | 26 de julio de 2023                        | 14 de octubre de 2023    | 614             |
| 9a (270) | Luna, la dueña del sol (LA) Lunática, la niña del sol (ES) Luna the Sun Girl              | 19 de agosto de 2023      | 27 de julio de 2023                        | 14 de octubre de 2023    | 615             |
| 9b (271) | Felinos sobre ruedas (LA) Gatos sobre ruedas (ES) Cats on Wheels                          | 19 de agosto de 2023      | 27 de julio de 2023                        | 14 de octubre de 2023    | 616             |
| 10 (272) | Héroes del mundo de hielo (LA) Héroes del mundo glacial (ES) Heroes of Iceworld           | 20 de septiembre de 2023  | 28 de julio de 2023                        | 16 de septiembre de 2023 | 617             |
| 11 (273) | Gloop Tercero (LA) Gloop The Third                                                        | 14 de octubre de 2023     | 9 de octubre de 202310 de octubre de 2023  | TBA                      | 618             |
| 12a(274) | Los jinetes lobeznos (LA) Wolfy Riders                                                    | 11 de noviembre de 2023   | 11 de octubre de 2023                      | TBA                      | 619             |
| 12b(275) | Gecko al rescate (LA) Gekko Muscles In                                                    | 11 de noviembre de 2023   | 12 de octubre de 2023                      | TBA                      | 620             |
| 13 (276) | Los Ninjalinos de la Navidad (LA) Los Ninjalinos de Navidad (ES) The Christmas Ninjalinos | 2 de diciembre de 2023    | 13 de octubre de 202316 de octubre de 2023 | 17 de diciembre de 2023  | 621             |
| 14a(277) | El súper Gloopster (LA) The Super Gloopster                                               | 30 de diciembre de 2023   | 17 de octubre de 2023                      | TBA                      | 622             |
| 14b(278) | Gloop en el lago (LA) Gloop in the Moat                                                   | 30 de diciembre de 2023   | 18 de octubre de 2023                      | TBA                      | 623             |
| 15a(278) | La montaña del faraón (LA) Pharaoh's Mountain                                             | 6 de enero de 2024        | 19 de octubre de 2023                      | TBA                      | 624             |
| 15b(279) | Robot es un héroe (LA) Robot the Hero                                                     | 6 de enero de 2024        | 20 de octubre de 2023                      | TBA                      | 625             |
| 16a(280) | Héroes del espacio (LA) Heroes Of Space                                                   | 15 de enero de 2024       | 20 de octubre de 2023                      | TBA                      | 626             |
| 16b(281) | Héroes del espacio (LA) Heroes Of Space                                                   | 15 de enero de 2024       | 20 de octubre de 2023                      | TBA                      | 626             |
| 16c(282) | Héroes del espacio (LA) Heroes Of Space                                                   | 15 de enero de 2024       | 20 de octubre de 2023                      | TBA                      | 626             |
| 16d(283) | Héroes del espacio (LA) Heroes Of Space                                                   | 15 de enero de 2024       | 20 de octubre de 2023                      | TBA                      | 626             |
| 17a(284) | Déjalo aullar (LA) Let It Howl                                                            | 27 de enero de 2024       | 7 de enero de 2024                         | TBA                      | 627             |
| 17b(285) | Los lobeznos buscando el tesoro (LA) Wolfy Treasure Hunt                                  | 27 de enero de 2024       | 7 de enero de 2024                         | TBA                      | 628             |
| 18a(286) | El libro de Bastet (LA) Bastet By The Book                                                | 10 de febrero de 2024     | 7 de enero de 2024                         | TBA                      | 629             |
| 18b(287) | Romeovisión (LA) Romeovision                                                              | 10 de febrero de 2024     | 7 de enero de 2024                         | TBA                      | 630             |
| 19a(288) | El héroe polilla (LA) Moth Boy                                                            | 24 de febrero de 2024     | 12 de enero de 2024                        | TBA                      | 631             |
| 19b(289) | La maldición de Armadylan (LA) The Curse of Armadylan                                     | 24 de febrero de 2024     | 14 de enero de 2024                        | TBA                      | 632             |
| 20a(290) | Flashcar a la luna (LA) Flashcar to the Moon                                              | 9 de marzo de 2024        | 14 de enero de 2024                        | TBA                      | 633             |
| 20b(291) | El pequeño problema de Catboy (LA) Catboy's Tiny Problem                                  | 9 de marzo de 2024        | 14 de enero de 2024                        | TBA                      | 634             |
| 21a(292) | La fábrica solar (LA) The Sun Factory                                                     | 23 de marzo de 2024       | 18 de enero de 2024                        | TBA                      | 635             |
| 21b(293) | Catboy lo hace todo (LA) Catboy Does It All                                               | 23 de marzo de 2024       | 19 de enero de 2024                        | TBA                      | 636             |
| 22a(294) | La roca de la gatástrofe (LA) The Catastrophe Stone                                       | 6 de abril de 2024        | 21 de enero de 2024                        | TBA                      | 637             |
| 22b(295) | La leyenda de la pirata de la luna (LA) The Legend of Moon Pirate                         | 6 de abril de 2024        | 21 de enero de 2024                        | TBA                      | 638             |
| 23 (296) | El regreso al Planeta Gloop (LA) Return to Planet Gloop                                   | 15 de abril de 2024       | 24 de enero de 202425 de enero de 2024     | TBA                      | 639             |

### Cortos (2018-Actualidad)
| N.º | Título                                                               | Estreno en Latinoamérica | Estreno en España        |
| --- | -------------------------------------------------------------------- | ------------------------ | ------------------------ |
| 1   | Una tarea para todos (LA) Un trabajo para todos (ES)                 | 4 de enero de 2018       | 21 de enero de 2019      |
| 2   | Determinación (LA/ES)                                                | 11 de enero de 2018      | 23 de octubre de 2018    |
| 3   | Gecko improvisa (LA) Gekko improvisa (ES)                            | 18 de enero de 2018      | 5 de noviembre de 2018   |
| 4   | El día de las polillas (LA) El día de la polilla (ES)                | 23 de enero de 2018      | 7 de agosto de 2018      |
| 5   | Catboy improvisa (LA) Gatuno improvisa (ES)                          | 31 de enero de 2018      | 25 de febrero de 2019    |
| 6   | Talentos (LA) Todos los talentos (ES)                                | 14 de febrero de 2018    | 2 de octubre de 2018     |
| 7   | Valor (LA) Valentía (ES)                                             | 21 de febrero de 2018    | 11 de febrero de 2019    |
| 8   | Vista de búho (LA) Ojos de búho (ES)                                 | 28 de febrero de 2018    | 12 de julio de 2018      |
| 9   | Reivención (LA/ES)                                                   | 8 de marzo de 2018       | 26 de julio de 2018      |
| 10  | Ululette improvisa (LA) Buhíta improvisa (ES)                        | 15 de marzo de 2018      | 14 de enero de 2019      |
| 11  | Superoído felino (LA) Superoído gatuno (ES)                          | 22 de marzo de 2018      | 17 de diciembre de 2018  |
| 12  | Supercamuflaje de Gecko (LA) Supercamuflaje de Gekko (ES)            | 28 de marzo de 2018      | 4 de septiembre de 2018  |
| 13  | Supervelocidad (LA) Supervelocidad gatuna (ES)                       | 5 de abril de 2018       | 7 de junio de 2018       |
| 14  | Ven a bailar con los PJ Masks (LA) El baile de los superpoderes (ES) | 12 de abril de 2018      | 21 de agosto de 2018     |
| 15  | Superfuerza de Gecko (LA) Supermúsculos de Gekko (ES)                | 17 de abril de 2018      | 21 de junio de 2018      |
| 16  | Es hora de ser héroes (LA) Superhéroes cantantes (ES)                | 24 de abril de 2018      | 6 de noviembre de 2018   |
| 17  | Espera tu turno (LA) Por turnos (ES)                                 | 3 de mayo de 2018        | 11 de marzo de 2019      |
| 18  | Trabajo en equipo (LA/ES)                                            | 9 de mayo de 2018        | 18 de septiembre de 2018 |
| 19  | Equipo Ninja Nocturno (LA/ES)                                        | 17 de mayo de 2018       | 10 de diciembre de 2018  |
| 20  | Entrenando con los PJ Masks (LA) Entrena con los PJ Masks (ES)       | 23 de mayo de 2018       | 18 de marzo de 2019      |
| 21  | Peluches en la luna (LA)                                             | 4 de abril de 2019       | TBA                      |
| 22  | Juegos en la luna (LA) Quedémonos a jugar en la luna (ES)            | 11 de abril de 2019      | 8 de julio de 2019       |
| 23  | Fiesta lunar (LA) Fiesta en la luna (ES)                             | 18 de abril de 2019      | 27 de junio de 2019      |
| 24  | Carrera espacial (LA/ES)                                             | 25 de abril de 2019      | 19 de agosto de 2019     |
| 25  | Caos en el Gatomóvil (LA) El caos del Gatauto (ES)                   | 2 de mayo de 2019        | 18 de noviembre de 2019  |
| 26  | Las travesuras del Geckomóvil (LA) La travesura del Gekkomóvil (ES)  | 9 de mayo de 2019        | 9 de septiembre de 2019  |
| 27  | Planeando en el búho deslizador (LA) El vuelo del Búhodelta (ES)     | 16 de mayo de 2019       | 2 de diciembre de 2019   |
| 28  | Catboy en acción (LA) El poder de Gatuno (ES)                        | 23 de mayo de 2019       | 20 de enero de 2020      |
| 29  | Ululette en acción (LA) El poder de Buhíta (ES)                      | 30 de mayo de 2019       | 12 de febrero de 2020    |
| 30  | Gecko en acción (LA)                                                 | 6 de junio de 2019       | octubre de 2021          |
| 31  | Los amos de la montaña (LA) Maestros de la montaña (ES)              | 13 de junio de 2019      | 21 de marzo de 2020      |
| 32  | Adiós, Luna mala (LA) Adiós, Lunática mala (ES)                      | 20 de junio de 2019      | 6 de abril de 2020       |
| 33  | Al estilo Armadylan (LA/ES)                                          | 27 de junio de 2019      | 4 de mayo de 2020        |
| 34  | El jardín lobezno (LA) Jardín lobuno (ES)                            | 4 de julio de 2019       | 23 de mayo de 2020       |
| 35  | El lavado robot (LA)                                                 | 11 de julio de 2019      | TBA                      |
| 36  | Ninjabilidad (LA)                                                    | 1 de agosto de 2019      | TBA                      |
| 37  | Deslizadores en Pijamas (LA)                                         | 8 de agosto de 2019      | TBA                      |
| 38  | An Yu rescata a un Ave (LA)                                          | 22 de agosto de 2019     | TBA                      |
| 39  | Presta atención a Polisuki (LA) Cuidando a Polilluki (ES)            | 29 de agosto de 2019     | 17 de abril de 2020      |
| 40  | Carrera en pijamas (LA) Carrera PJ Masks (ES)                        | 3 de julio de 2020       | 7 de octubre de 2019     |
| 41  | A salvar el día (LA) ¡Arreglar el día! (ES)                          | 7 de enero de 2021       | 15 de febrero de 2020    |
| 42  | Los Héroes en pijamas están aquí (LA) Aquí están los PJ Masks (ES)   | 14 de enero de 2021      | 2 de marzo de 2020       |
| 43  | Soy Luna (LA) Soy Lunática (ES)                                      | 21 de enero de 2021      | 27 de enero de 2020      |
| 44  | Vamos Gecko (LA) Vamos, vamos, Gekko (ES)                            | 4 de febrero de 2021     | 22 de julio de 2019      |
| 45  | Ululette toca el cielo (LA) Toca el cielo, Buhíta (ES)               | 10 de febrero de 2021    | 26 de agosto de 2019     |
| 46  | Soy un ninja (LA) Soy Ninja Nocturno (ES)                            | 4 de marzo de 2021       | 21 de octubre de 2019    |
| 47  | Me apoderaré del mundo (LA) Conquistar el mundo (ES)                 | 18 de marzo de 2021      | 23 de septiembre de 2019 |
| 48  | Héroes por siempre (LA) Héroes para siempre (ES)                     | 25 de marzo de 2021      | 4 de abril de 2020       |
| 49  | Héroes en pijamas Halloween (LA) Halloween (ES)                      | 31 de marzo de 2021      | 4 de noviembre de 2019   |

Nota: Las fechas de estreno indicadas en esta lista son las fechas en las que se subieron los cortos al canal oficial de Disney Junior en Youtube tanto en Latinoamérica como en España. No hay información sobre su estreno en TV ya que estos cortos se suelen estrenar durante las tandas comerciales.

## Transmisión víastreaming
| Empresa                                               | Fecha                                  | Categoría    | Formato | Clasificación | Región        | País              |
| ----------------------------------------------------- | -------------------------------------- | ------------ | ------- | ------------- | ------------- | ----------------- |
|                                                       | 1 de abril de 2016 (Primera temporada) | Series de TV | Digital | TV-Y7         | Latinoamérica | Bandera de México |
| 11 de febrero de 2019 (Segunda temporada, Ep. 1-26)   |                                        | Series de TV | Digital | TV-Y7         | Latinoamérica | Bandera de México |
| 8 de septiembre de 2021 (Tercera temporada, Ep. 1-26) |                                        | Series de TV | Digital | TV-Y7         | Latinoamérica | Bandera de México |
|                                                       | 17 de noviembre de 2020 (5 temporadas) | Series de TV | Digital | TV-Y7         | Latinoamérica | Bandera de México |
| HBO Max                                               | 11 de agosto de 2025 (6 temporadas)    | Series de TV |         |               |               |                   |

## Transmisión
| Fecha de transmisión                           | Cadena                                      | Canal                           | Horario     | País           | País                                     |
| ---------------------------------------------- | ------------------------------------------- | ------------------------------- | ----------- | -------------- | ---------------------------------------- |
| 26 de septiembre de 2016-presente              | Archivo:Disney ESPN Media Networks logo.png | Archivo:Disney Junior.png       | 21:30 (Arg) | Hispanoamérica | Bandera de Argentina · Bandera de México |
| 7 de enero de 2017                             | Archivo:Disney ESPN Media Networks logo.png | Disney Channel HD Latin America | 9:00 (Arg)  | Hispanoamérica | Bandera de Argentina · Bandera de México |
| 9 de octubre de 2017                           |                                             |                                 | 06:45 a. m. | México         | Bandera de México                        |
| 16 de noviembre de 2019 - 1 de febrero de 2020 |                                             |                                 | 6:30 a. m.  | Perú           | Bandera de Perú                          |

## Videojuegos
En junio de 2021 Hasbro anunció que se lanzaría un juego con los personajes, los poderes y el escenario de la serie. Esta juego, bajo el título PJ MASKS: HÉROES DE LA NOCHE, se lanzó en octubre de 2021 para las consolas Nintendo Switch, PlayStation 4, PlayStation 5 y Xbox One. Posteriormente este juego se amplió con la versión Complete Edition o mediante contenido descargable PJ MASKS: HÉROES DE LA NOCHE - TRAVESURAS EN LA MONTAÑA MISTERIOSA.
En marzo de 2024, para las mismas consolas y las Xbox Series X y Series S, se lanzó el videojuego PJ Masks Power Heroes: La alianza poderosa, en el que Catboy, Owlette y Gekko se unen a An Yu, Newton, Ice Cub, Lilyfay y Bastet para formar una alianza.